# Classe Gabbiano
La classe Gabbiano di corvette fu progettata e costruita durante la seconda guerra mondiale dall'Italia fascista per rimediare alla cronica deficienza, nella Regia Marina, di un'unità adatta ai compiti di scorta dei numerosi convogli verso la Libia. Dopo aver fatto fronte a questa necessità utilizzando le navi più disparate, dai cacciatorpediniere di squadra alle vecchie torpediniere della prima guerra mondiale, nel 1941 venne decisa la costruzione di sessanta unità delle corvette classe Gabbiano, adatte alla scorta dei convogli e alla caccia dei sommergibili nemici.

## Costruzione
La loro costruzione venne commissionata dalla Regia Marina a vari cantieri nazionali: all'Ansaldo nei cantieri di Voltri (Cerusa) e Sestri Ponente, alla Navalmeccanica di Castellammare di Stabia, ai Cantieri Riuniti dell'Adriatico (C.R.D.A.) negli stabilimenti di Monfalcone e Trieste, alla O.T.O. nel cantiere navale di Livorno e alla Breda nel cantiere di Marghera. Navi molto versatili, queste unità dotate di ecogoniometro e di un potente armamento si rivelarono le migliori e le più moderne tra le navi antisommergibili della Regia Marina.
Mantenevo le linee di scafo dei posamine classe “Ostia” dimostratesi indovinate. Lo scafo venne costruito in acciaio tipo Thomas non calmato, meno pregiato rispetto al Martin-Siemens di norma in uso per le unità della Regia Marina. Dotate di una prua a sperone, lo scafo aveva un castello di prora molto alto e sovrastrutture in posizione arretrata che contribuirono a dotare queste unità di buona tenuta di mare, molto carente nel naviglio di scorta italiano, costruito prima dell'entrata in guerra.
La propulsione, oltre ai motori diesel per la marcia normale, prevedeva due motori elettrici per la marcia silenziosa per consentire alle unità, durante la caccia ai sommergibili, di eseguire la ricerca nella quasi totale assenza di vibrazioni e di sorgenti rumorose rendendo così più facile avvicinarsi all'obbiettivo senza essere scoperti. I motori diesel Fiat M 407 vennero costruiti nel 1942 dalla FIAT Grandi Motori. I motori Fiat M 407 delle unità realizzate a Monfalcone e Trieste vennero costruiti dalla Fabbrica Macchine "Sant'Andrea" di Trieste mentre alcune unità furono equipaggiate con motori Fiat M 407 costruiti dall'Ansaldo (navi costruite dall'Ansaldo tranne Gabbiano, Procellaria, Folaga, Ibis, Ardea e navi costruite dalla Navalmeccanica tranne Ape, Vespa, Lucciola, Grillo).
Il distintivo ottico d'identificazione differiva rispetto a quello adottato da cacciatorpediniere, torpediniere ed avvisi, perché era costituito da un numero progressivo a partire da 11 fino a 70, preceduto dalla lettera “C” e questo metodo era ritenuto più idoneo e più facile da adottare per un numero così consistente di unità.
Tutte le corvette completate, entrarono in servizio mimetizzate con colori standard grigio cenerino e grigio piombo. L’unica corvetta ad adottare anche il bianco opaco fu l'Artemide entrata in servizio il 10 ottobre 1942, anche se già dall'estate, sulle altre navi, esso era in via di soppressione. Gli schemi mimetici di norma erano differenti da unità a unità. Sulle corvette catturate dai tedeschi vennero applicate colorazioni diverse. Sulla UJ 2221 (ex Vespa) per un certo periodo di tempo venne mantenuto l’originale schema mimetico italiano, in seguito sembra sia stato applicato un nuovo schema mimetico e ancora successivamente sembra sia stata colorata con un tono uniforme di grigio.

## Unità
Le unità vennero ordinate in 2 serie: la prima serie comprendente le navi da C 11 a C 50 e la seconda serie da C 51 a C 70. Possiamo però dividerle per cantiere di costruzione, perché per ogni cantiere, si adottarono famiglie di nomi diverse:
- Cantieri ANSALDO (nomi di uccelli marini): Gabbiano, Ardea, Cicogna, Cormorano, Folaga, Gru, Ibis, Marangone, Pellicano, Procellaria, Strolaga, Tuffetto.
- Cantiere NAVALMECCANICA (nomi di insetti): Ape, Calabrone, Cavalletta, Cicala, Cocciniglia, Crisalide, Farfalla, Grillo, Libellula, Lucciola, Maggiolino, Vespa.
- Cantiere O.T.O. (nomi di quadrupedi di montagna): Antilope, Alce, Camoscio, Capriolo, Cervo, Daino, Gazzella, Renna, Stambecco.
- Cantieri C.R.D.A. (nomi di divinità romane): Artemide, Berenice, Chimera, Danaide, Driade, Egeria, Euridice, Euterpe, Fenice, Flora, Melpomene, Minerva, Persefone, Pomona, Sfinge, Sibilla, Tersicore, Urania.
- Cantiere BREDA (nomi di armi antiche): Scimitarra, Baionetta, Bombarda, Carabina, Clava, Colubrina, Scure, Spingarda, Zagaglia.

Delle 60 unità ordinate, solo 29 di esse furono consegnate alla Regia Marina prima dell’8 settembre 1943. Di queste, tre furono perdute per cause di guerra prima dell’Armistizio mentre quattro furono catturate dai tedeschi, una affondata sempre dai tedeschi e due si autoaffondarono per evitare la cattura. Le 19 superstiti servirono sotto la nuova bandiera della Marina Militare ancora per molti anni dopo la fine della guerra (sottoposte a numerosi ammodernamenti), insieme ad altre due completate dopo il 1945 (Crisalide e Farfalla) e ad una recuperata (Bombarda) dal fondo a Venezia.
Delle corvette che non entrarono in servizio con la Regia Marina, la quasi totalità venne catturata dalle forze Tedesche nei giorni successivi i fatti armistiziali. Alcune vennero autoaffondate o distrutte dopo poco tempo (quelle catturate in allestimento o costruzione a Castellammare di Stabia), mentre per altre ne venne proseguita la costruzione e molte entrarono in servizio sotto bandiera Tedesca. Per sei delle unità catturate dai tedeschi non fu possibile portare a termine la loro costruzione. Delle unità entrate in servizio con la Kriegsmarine, alcune vennero affondate in scontri navali o in porto in seguito ad attacchi aerei alleati, altre vennero autoaffondate alla fine della guerra dagli stessi tedeschi in ritirata.
| Dist. Ottico  | Nome        | Imp.ne        | Varo          | Consegna      | Cantiere                                     | Note |
| ------------- | ----------- | ------------- | ------------- | ------------- | -------------------------------------------- | --- |
| Prima serie   |             |               |               |               |                                              | |
| C 11          | Gabbiano    | 14/01/42      | 23/06/42      | 03/10/42      | Cerusa-Voltri                                | Poi GB, poi F 571, radiata il 01/11/71 |
| C 12          | Procellaria | 14/01/42      | 04/09/42      | 29/11/42      | Cerusa-Voltri                                | Affondata il 31/01/43 |
| C 13          | Cormorano   | 14/01/42      | 17/11/42      | 06/03/43      | Cerusa-Voltri                                | Poi CO, poi F 575. Radiata il 01/11/71 |
| C 14          | Pellicano   | 15/09/42      | 20/02/43      | 15/05/43      | Cerusa-Voltri                                | Poi PO, poi F 574. Radiata il 01/07/69 |
| C 15          | Cicogna     | 15/06/42      | 12/10/42      | 11/01/43      | Ansaldo-Sestri P.                            | Affondata il 24/07/43 |
| C 16          | Folaga      | 15/06/42      | 13/11/42      | 16/02/43      | Ansaldo-Sestri P.                            | Poi FO, poi F 576. Radiata il 01/08/65 |
| C 17          | Ibis        | 18/06/42      | 12/12/42      | 03/04/43      | Ansaldo-Sestri P.                            | Poi IB, poi F 561. Radiata il 01/07/71 |
| C 18          | Gru         | 06/07/42      | 23/12/42      | 29/04/43      | Ansaldo-Sestri P.                            | Poi GU, poi F 566. Radiata il 01/08/71 |
| C 19          | Antilope    | 20/01/42      | 09/05/42      | 11/11/42      | O.T.O.-Livorno                               | Abbandonata sullo scalo di alaggio il 09/09/43 ed in seguito demolita                                                                        |
| C 20          | Gazzella    | 20/01/42      | 09/05/42      | 06/02/43      | O.T.O.-Livorno                               | Affondata il 05/08/43 |
| C 21          | Camoscio    | 20/01/42      | 09/05/42      | 18/04/43      | O.T.O.-Livorno                               | Catturata in bacino il 09/09/43, rinominata UJ 6082 e affondata in combattimento il 15/08/44                                                 |
| C 22          | Capriolo    | 03/06/42      | 05/12/42      |               | O.T.O.-Livorno                               | Catturata il 09/09/43 e rinominata UJ 6081, affondata in combattimento il 17/08/44                                                           |
| C 23          | Alce        | 27/05/42      | 05/12/42      |               | O.T.O.-Livorno                               | Catturata il 09/09/43 e rinominata UJ 6084, affondata per mina il 15/08/44                                                                   |
| C 24          | Renna       | 31/05/42      | 05/12/42      |               | O.T.O.-Livorno                               | Catturata il 09/09/43 e rinominata UJ 6083 e poi UJ 2230, affondata il 04/09/44 per bombardamento aereo                                      |
| C 25          | Ape         | 04/05/42      | 22/11/42      | 15/05/43      | Navalmeccanica-C.S.Stabia                    | Poi AP, poi F 567. Radiata il 31/07/81 |
| C 26          | Vespa       | 04/05/42      | 22/11/42      | 02/09/43      | Navalmeccanica-C.S.Stabia                    | Catturata il 11/09/43 e rinominata UJ 2221, autoaffondata il 24/04/45                                                                        |
| C 27          | Lucciola    | 22/06/42      | 21/03/43      |               | Navalmeccanica-C.S.Stabia                    | Autoaffondata incompleta il 17/09/43 |
| C 28          | Grillo      | 22/06/42      | 21/03/43      |               | Navalmeccanica-C.S.Stabia                    | Autoaffondata incompleta il 17/09/43 |
| C 29          | Cicala      | 30/09/42      | 27/06/43      |               | Navalmeccanica-C.S.Stabia                    | Autoaffondata incompleta il 17/09/43 |
| C 30          | Calabrone   | 01/10/41      | 27/06/43      |               | Navalmeccanica-C.S.Stabia                    | Autoaffondata incompleta il 17/09/43 |
| C 31          | Cavalletta  | 03/12/42      |               |               | Navalmeccanica-C.S.Stabia                    | Sabotata sullo scalo il 17/09/43 |
| C 32          | Libellula   | 03/12/42      |               |               | Navalmeccanica-C.S.Stabia                    | Sabotata sullo scalo il 17/09/43 |
| C 33          | Scimitarra  | 24/02/42      | 16/09/42      | 10/05/43      | Breda-Marghera                               | Poi SC, poi F 564. Radiata il 01/06/71 |
| C 34          | Baionetta   | 24/02/42      | 05/10/42      | 28/07/43      | Breda-Marghera                               | Poi BA, poi F 578. Radiata il 01/10/71 |
| C 35          | Colubrina   | 14/03/42      | 07/12/42      |               | Breda-Marghera                               | Catturata il 09/09/43 e rinominata UJ 205, affondata il 28/03/44 per attacco aereo                                                           |
| C 36          | Spingarda   | 14/03/42      | 22/05/43      |               | Breda-Marghera                               | Catturata il 09/09/43 e rinominata UJ 208, affondata il 01/11/44 in combattimento                                                            |
| C 37          | Carabina    | 28/09/42      | 31/08/43      |               | Breda-Marghera                               | Catturata il 09/09/43 e rinominata UJ 207, affondata incompleta nel Febbraio 1944 per bombardamento aereo                                    |
| C 38          | Bombarda    | 21/08/42      | 10/02/44      |               | Breda-Marghera                               | Catturata il 09/09/43 e rinominata UJ 206, autoaffondata il 26/04/45. Recuperata per la Marina Militare. Poi BD, poi F 549. Radiata 01/11/78 |
| C 39          | Artemide    | 09/03/42      | 10/08/42      | 10/10/42      | C.R.D.A.-Monfalcone                          | Catturata il 09/09/43 e rinominata UJ 2226, autoaffondata il 24/04/45                                                                        |
| C 40          | Persefone   | 09/03/42      | 21/09/42      | 28/11/42      | C.R.D.A.-Monfalcone                          | Autoaffondata il 09/09/43, recuperata e rinominata UJ 2227, autoaffondata il 24/04/45                                                        |
| C 41          | Euterpe     | 02/04/42      | 22/10/42      | 20/01/43      | C.R.D.A.-Monfalcone                          | Autoaffondata il 09/09/43, recuperata e rinominata UJ 2228, autoaffondata il 24/04/45                                                        |
| C 42          | Minerva     | 03/04/42      | 05/11/42      | 25/02/43      | C.R.D.A.-Monfalcone                          | Poi MI, poi F 562. Radiata il 01/07/69 |
| C 43          | Driade      | 09/05/42      | 07/10/42      | 14/01/43      | C.R.D.A.-Trieste                             | Poi DR, poi F 568. Radiata il 01/07/66 |
| C 44          | Danaide     | 09/05/42      | 21/10/42      | 27/02/43      | C.R.D.A.-Trieste                             | Poi DA, poi F 563. Radiata il 01/01/68 |
| C 45          | Pomona      | 16/05/42      | 18/11/42      | 04/04/43      | C.R.D.A.-Trieste                             | Poi PO, poi F 573. Radiata il 01/06/65 |
| C 46          | Flora       | 16/05/42      | 01/12/42      | 25/04/43      | C.R.D.A.-Trieste                             | Poi FL, poi F 572. Radiata il 01/01/70 |
| C 47          | Sfinge      | 20/06/42      | 09/01/43      | 12/05/43      | C.R.D.A.-Trieste                             | Poi SF, poi F 579. Radiata il 15/06/77 |
| C 48          | Chimera     | 20/06/42      | 30/01/43      | 26/05/43      | C.R.D.A.-Trieste                             | Poi CH, poi F 569. Radiata il 31/10/78 |
| C 49          | Sibilla     | 26/06/42      | 10/03/43      | 05/06/43      | C.R.D.A.-Trieste                             | Poi SB, poi F 565. Radiata il 01/02/73 |
| C 50          | Fenice      | 27/06/42      | 10/03/43      | 15/06/43      | C.R.D.A.-Trieste                             | Poi FE, poi F 577. Radiata il 01/10/65 |
| Seconda serie |             |               |               |               |                                              | |
| C 51          | Tuffetto    | 15/03/43      | 25/08/43      |               | Ansaldo-Sestri P.                            | Catturata il 09/09/43 e rinominata UJ 2222, autoaffondata il 24/04/45                                                                        |
| C 52          | Marangone   | 15/03/43      | 16/09/43      |               | Ansaldo-Sestri P.                            | Catturata il 09/09/43 e rinominata UJ 2223, affondata il 24/05/44 da PT boats                                                                |
| C 53          | Strolaga    | 15/03/43      | 30/10/43      |               | Ansaldo-Sestri P.                            | Catturata il 09/09/43 e rinominata UJ 2224, affondata il 08/09/44 dopo bombardamento aereo                                                   |
| C 54          | Ardea       | 15/03/43      | 08/01/44      |               | Ansaldo-Sestri P.                            | Catturata il 09/09/43 e rinominata UJ 2225, autoaffondata il 24/04/45                                                                        |
| C 55          | Daino       | 01/03/43      | /44           |               | O.T.O.-Livorno                               | Catturata il 09/09/43 e rinominata UJ 6087. Autoaffondata incompleta il 11/07/44                                                             |
| C 56          | Cervo       | 25/03/43      | /44           |               | O.T.O.-Livorno                               | Catturata il 09/09/43 e rinominata UJ 6086. Autoaffondata incompleta il 24/04/45                                                             |
| C 57          | Stambecco   | 04/03/43      |               |               | O.T.O.-Livorno                               | Catturata il 09/09/43 e rinominata UJ 6088. Abbandonata sullo scalo il 11/07/44                                                              |
| C 58          | Crisalide   | 22/04/43      | 08/12/47      | 25/09/52      | Navalmeccanica-C.S.Stabia                    | Poi CR, poi F 547. Radiata il 01/12/72 |
| C 59          | Farfalla    | 21/04/43      | 04/01/48      | 10/02/53      | Navalmeccanica-C.S.Stabia                    | Poi F 548. Radiata il 31/12/71 |
| C 60          | Maggiolino  | mai impostata | mai impostata | mai impostata | Navalmeccanica-C.S.Stabia / C.R.D.A.-Trieste | |
| C 61          | Cocciniglia | mai impostata | mai impostata | mai impostata | Navalmeccanica-C.S.Stabia / C.R.D.A.-Trieste | |
| C 62          | Scure       | 20/10/42      |               |               | Breda-Marghera                               | Catturata il 11/09/43 e rinominata UJ 209. Danneggiata incompleta il 01/05/44 e demolita                                                     |
| C 63          | Clava       | 20/10/42      |               |               | Breda-Marghera                               | Catturata il 11/09/43 e rinominata UJ 210. Abbandonata incompleta il 01/05/45                                                                |
| C 64          | Zagaglia    | 01/02/43      |               |               | Breda-Marghera                               | Catturata il 11/09/43 e rinominata UJ 211. Sabotata incompleta il 01/05/45                                                                   |
| C 65          | Urania      | 01/10/42      | 21/04/43      | 07/08/43      | C.R.D.A.-Monfalcone                          | Radiata il 01/07/71 |
| C 66          | Berenice    | 01/10/42      | 20/05/43      | 01/09/43      | C.R.D.A.-Monfalcone                          | Affondata il 09/09/43 |
| C 67          | Egeria      | 15/02/43      | 03/07/43      |               | C.R.D.A.-Monfalcone                          | Catturata il 11/09/43 e rinominata UJ 201. Affondata in combattimento il 29/02/44                                                            |
| C 68          | Melpomene   | 25/03/43      | 29/08/43      |               | C.R.D.A.-Monfalcone                          | Catturata il 11/09/43 e rinominata UJ 202. Affondata in combattimento il 01/11/44                                                            |
| C 69          | Tersicore   | 15/04/43      | 16/10/43      |               | C.R.D.A.-Monfalcone                          | Catturata il 11/09/43 e rinominata UJ 203. Gravemente danneggiata incompleta il 20/04/44                                                     |
| C 70          | Euridice    | 01/07/43      | 12/03/44      |               | C.R.D.A.-Monfalcone                          | Catturata il 11/09/43 e rinominata UJ 204. Affondata incompleta il 28/05/44                                                                  |

## Attività operativa delle unità durante la guerra

### Alce, UJ 6084
Alla data dell’armistizio si trovava ancora in allestimento a Livorno. Catturata dai tedeschi il 9 settembre 1943 e denominata UJ 6084 (assegnata alla VI Sicherungsflottille), l’8 gennaio 1944 partì da Livorno a rimorchio del r.re Vesuvio e dopo aver sostato alla Spezia arrivò a Genova il 12, dove ne era previsto il completamento. Nel giugno eseguì le prove in mare, entrando in servizio nel successivo mese di luglio. Venne poi trasferita a Tolone ai primi di agosto per partecipare alle azioni di contrasto allo sbarco alleato in Provenza. La notte sul 15 agosto 1944, insieme all'UJ 6081 (ex Capriolo) eseguì una missione di sorveglianza a sud-est di Tolone senza avvistare unità avversarie. La sera dello stesso 15 la missione venne ripetuta ma l'UJ 6084 colpì una mina in uscita dal porto e per non affondare si portò ad arenare sui bassi fondali presso il porto commerciale. Abbandonata alla caduta della città, alla fine della guerra venne trovata affondata nella stessa posizione però spezzata in due tronconi, probabilmente a causa di un bombardamento aereo. Recuperata nel dopoguerra (1946) e demolita.

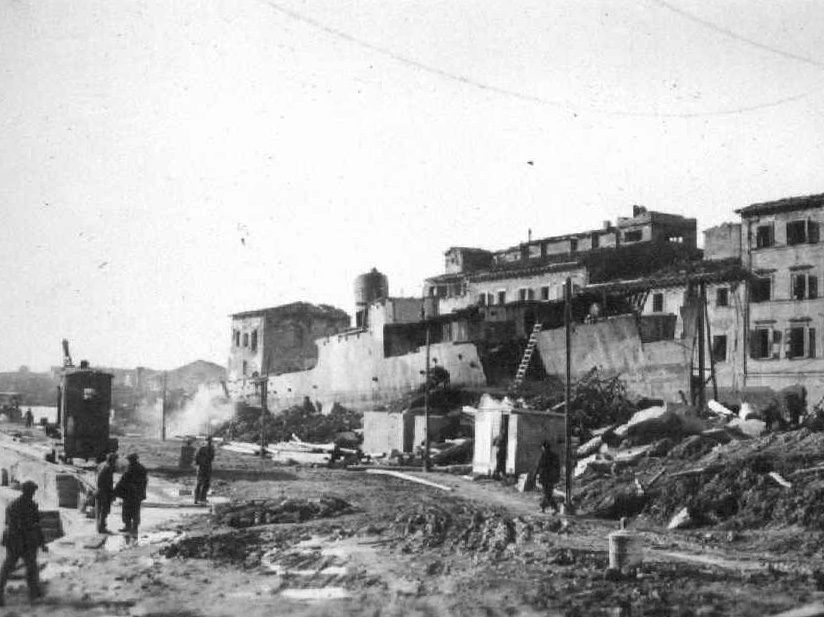
Quel che rimane della corvetta Antilope ancora arripata sullo scalo Caprera, nel luglio 1944, alla liberazione di Livorno

### Antilope
L'Antilope fu la terza unità di questa classe ad entrare in servizio e, dopo un breve addestramento alla Spezia, agli ordini del tenente di vascello Roberto Lucciardi [di Ermenegildo e di Peroni Corinna, nato a La Spezia il 15 aprile 1913], fu assegnata alla I Squadriglia Corvette con base a Trapani, svolgendo scorte a convogli nelle acque del Canale di Sicilia. Il 17 gennaio 1943, insieme ad Artemide e Gabbiano recuperò i naufraghi del cacciatorpediniere Bombardiere silurato ed affondato dal sommergibile inglese United. Il 30 marzo 1943 durante un’uscita in mare per azione antisom notturna al largo di Trapani, a causa della bassa visibilità, fu investita per errore dalla torpediniera di scorta Pegaso riportando notevoli danni. Sommariamente riparata l’11 aprile partì con un solo motore alla volta di Livorno per le riparazioni più gravi arrivando il 14. Venne arripata sullo scalo Caprera e il 28 maggio 1943, ancora in riparazione, venne danneggiata durante un bombardamento aereo in cui anche lo scalo venne duramente danneggiato, sia nella parte emersa, che lo scivolo in acqua. Il 9 settembre 1943 venne catturata dai tedeschi che tuttavia non poterono mai vararla a causa dello scalo danneggiato. Venne quindi iniziata la demolizione, non ancora conclusa al momento della liberazione di Livorno. Demolita in seguito.

### Ape

Profili della mimetizzazione della corvetta C 25 Ape (Italian Naval Camouflage of WWII - Marco Ghiglino)

Entrata in servizio nel maggio 1943, agli ordini del tenente di vascello Rodolfo Balbo di Vinadio, dopo un breve addestramento, fu assegnata dapprima alla IV Squadriglia Corvette e da agosto alla II Squadriglia con base alla Maddalena svolgendo scorte a convogli costieri e missioni di ricerca antisom. All'armistizio si trovava a Portoferraio. Il 10 settembre, insieme alle gemelle Folaga e Cormorano e alla torpediniera Aliseo partecipò all'azione che culminò nell'affondamento di una motozattera tedesca e costringendo le altre 4 ad arenarsi nella spiaggia di Populonia. Il giorno dopo ripartì raggiungendo Malta il 20 settembre. Il 6 ottobre successivo, insieme alle altre unità minori, rientrò a Taranto per iniziare il periodo di Cobelligeranza con le Marine alleate. Dall'ottobre 1943 all’8 maggio 1945 fu impiegata nella scorta di convogli alleati ed italiani e per trasporto personale e materiali. Venne radiata il 31 luglio 1981.

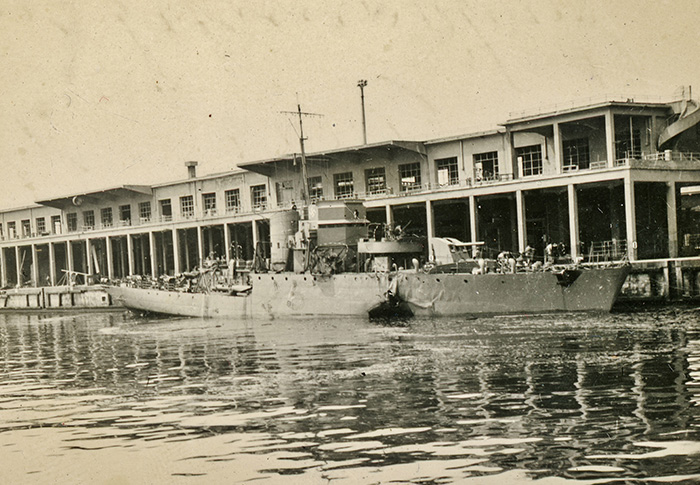
L'UJ 2225 a Genova (Ponte Andrea Doria), gravemente danneggiato il 28/05/1944. L'unità era ancora in allestimento e non entrerà mai in servizio (coll. Marco Ghiglino)

### Ardea, UJ 2225
Alla data dell’Armistizio si trovava ancora sullo scalo di costruzione ai cantieri Ansaldo di Sestri Ponente (Genova) con varo previsto per la fine di settembre 1943. Secondo documenti dell’Ansaldo avrebbe dovuto imbarcare motori FIAT di un nuovo tipo ma probabilmente le furono installati motori Ansaldo-FIAT già costruiti per le corvette di Castellammare. Catturata dai tedeschi e denominata UJ 2225 (assegnata alla 22ª Unterseebootejäger Flottille), venne varata l’8 gennaio 1944. Il 28 maggio 1944, ad allestimento quasi ultimato, venne gravemente danneggiata da una bomba durante uno dei numerosi bombardamenti su Genova. Tutta la parte prodiera doveva essere ricostruita ma il lavoro non fu mai finito e, ancora incompleta, venne autoaffondata presso Calata Derna il 24 aprile 1945. Venne recuperata nel dopoguerra in due tronconi e demolita.

### Artemide, UJ 2226

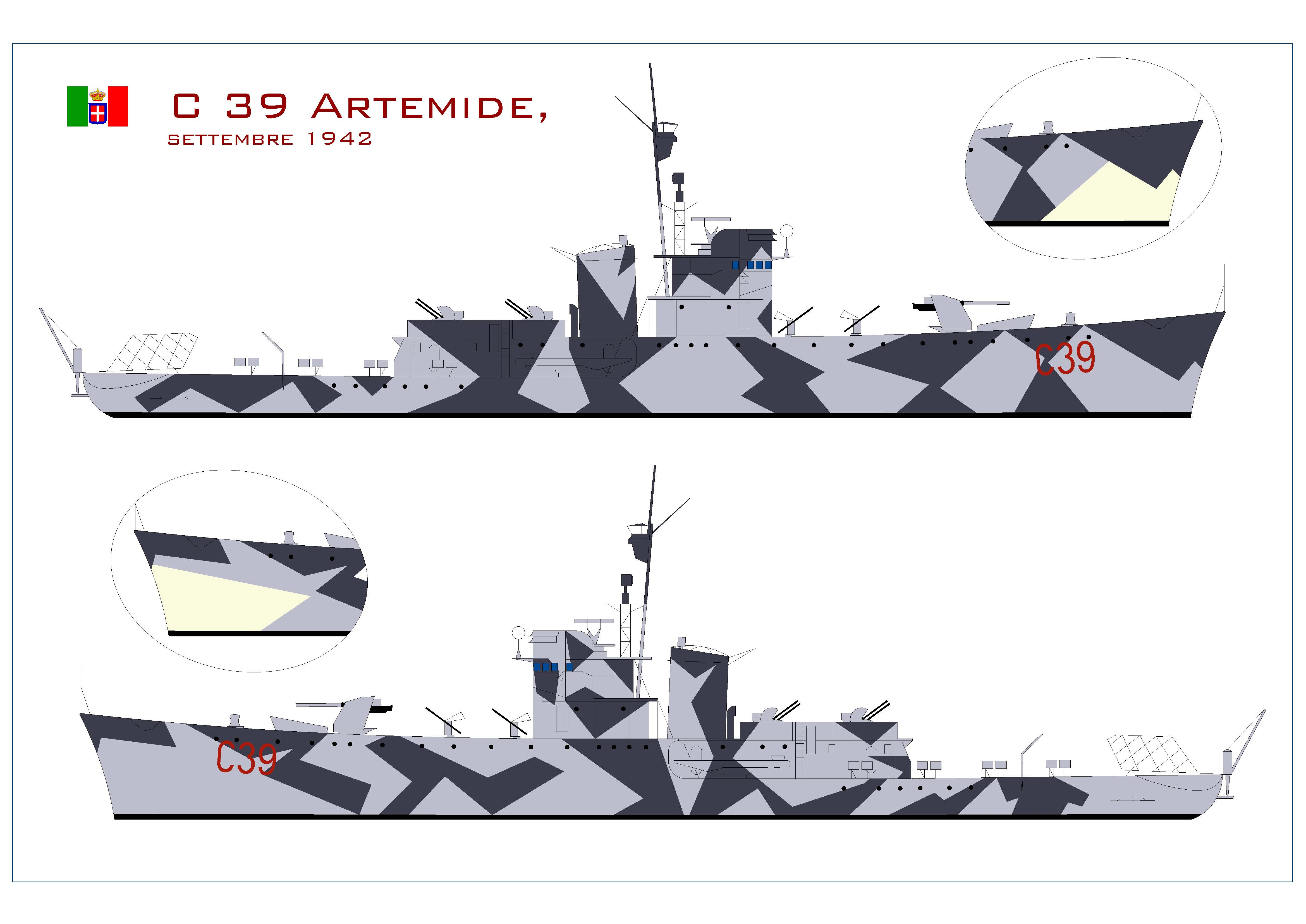
Profili della mimetizzazione della corvetta C 39 Artemide (Italian Naval Camouflage of WWII - Marco Ghiglino)

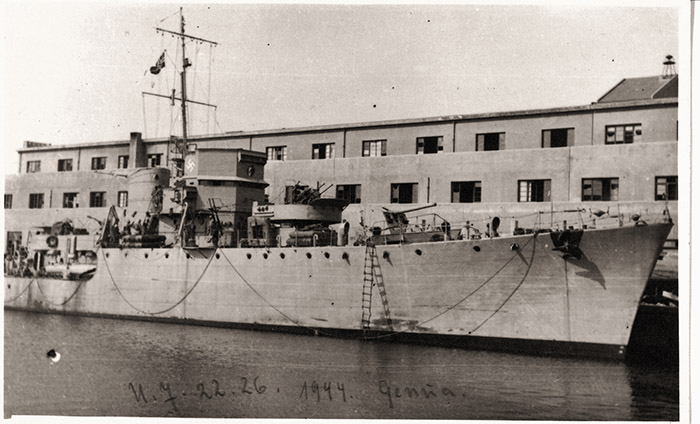
UJ 2226 ex Artemide a Genova alla fine del 1944 (coll. Marco Ghiglino)

Fu la seconda unità della classe ad entrare in servizio nell'ottobre 1942. Dopo un relativamente lungo periodo di addestramento svolto alla Spezia, nel gennaio 1943 si trasferì a Trapani assegnata alla I Squadriglia Corvette svolgendo compiti di scorta e rastrelli antisom. Il 17 gennaio 1943, insieme ad Antilope e Gabbiano recuperò i naufraghi del cacciatorpediniere Bombardiere silurato ed affondato dal sommergibile inglese United. Il 21 febbraio 1943, durante una scorta ad un convoglio, urtava una mina che produsse gravi danni. Rimorchiata dalla torpediniera Pegaso rientrò a Trapani e dopo le prime sommarie riparazioni, venne rimorchiata dal rimorchiatore Costante a Livorno per essere rimessa in efficienza. Il 9 settembre, agli ordini del tenente di vascello Roberto Lucciardi [di Ermenegildo e di Peroni Corinna, nato a La Spezia il 15 aprile 1913] quale responsabile, ancora in riparazione, venne catturata dai tedeschi. Rinominata UJ 2226, il 22 gennaio 1944 partì da Livorno a rimorchio del r.re Isonzo e dopo aver sostato alla Spezia arrivò a Genova il 28, dove ne era previsto il completamento delle riparazioni, entrando in servizio con la Kriegsmarine il 12 luglio 1944. Svolse attività di scorta convogli costieri assegnata alla 22ª Unterseebootejäger Flottille. Il 27 agosto 1944 mentre con l'UJ 2216 (ex franc. Eros) scortava il KT 36 venne attaccata da aerei avversari. Il KT 36 e l'UJ 2216 furono danneggiati dai razzi lanciati dagli aerei mentre l'UJ 2226 venne lievemente danneggiata nella collisione con il KT 36. Riparati i danni fu nuovamente in servizio in ottobre e il 3 dello stesso messe, in navigazione con la torpediniera TA 24 (ex ital. Arturo) e l'UJ 2229 fu nuovamente attaccata da aerei che provocarono 4 vittime. Da gennaio 1945 rimase praticamente inattiva a causa della mancanza di nafta. Venne autoaffondata nella notte tra il 23 e il 24 aprile 1945 a Genova. Recuperata nel dopoguerra e demolita.

### Baionetta
Fino al varo si chiamava Partigiana, nome poi mutato il 5 luglio 1943 in Baionetta per convenienza politica. Entrata in servizio alla fine di luglio del 1943, agli ordini del tenente di vascello Piero Pedemonti [figlio di Daniele, ufficiale della Regia Marina, nato a Firenze il 27 marzo 1912], si trasferì a Pola per un breve periodo di addestramento. Qui ancora si trovava alla data dell’Armistizio. Il 9 settembre 1943 diresse dapprima per Pescara per imbarcare il Primo Ministro Badoglio e l’Amm. de Courten e nella nottata raggiunse Ortona dove imbarcò la Famiglia Reale. Raggiunse Brindisi il 10 settembre scortata nella parte finale del viaggio dall'incrociatore leggero Scipione Africano. Iniziò quindi attività di scorta a convogli italiani ed alleati fino alla fine delle ostilità. Dal 13 maggio al 12 giugno 1944 eseguì lavori a Taranto. Il 16 marzo 1945 partì da Napoli sempre di scorta ad un convoglio per Piombino, il 17, arrivati a destinazione, durante il recupero dell’ancora, si verificò uno scoppio che provocò il ferimento del comandante, di 3 sottufficiali e 3 marinai. I danni furono lievi e la nave poté continuare il servizio di scorta. Alla fine delle ostilità si trovava a Taranto per un ciclo di lavori periodici. Venne radiata il 1° ottobre 1971 e successivamente demolita.

### Berenice
Consegnata alla Regia Marina il 1° settembre 1943, alla promulgazione dell’armistizio si trovava a Trieste, agli ordini del tenente di vascello complemento Antonio Bonelli [nato a Camogli (Genova) l'8 gennaio 1910], in attesa di trasferirsi a Pola dove avrebbe dovuto imbarcare i tubi lanciasiluri. Nella notte sul 9 settembre l’incrociatore ausiliario RAMB III tentó salpare ma dopo una breve resistenza venne catturato. Dopo poco anche la Berenice mollò gli ormeggi e tentò di partire ma investita dalle artiglierie del Knudsen e del RAMB III e da un cannone antiaereo tedesco posto sulla strada di Opicina venne dapprima immobilizzata e poi finita, affondando all'imboccatura del Vallone di Muggia con buona parte dell'equipaggio e col comandante. Recuperata nel febbraio 1951, venne avviata alla demolizione mentre i motori, ceduti all’AGIP di Marghera, vennero usati come gruppi elettrogeni.

### Bombarda, UJ 206
Alla proclamazione dell’Armistizio si trovava in costruzione presso il cantiere navale Breda di Porto Marghera. L’11 settembre venne catturata dai tedeschi che, proseguitane la costruzione, la vararono il 10 febbraio 1944. Venne rinominata UJ 206 ed ancora in allestimento, durante il bombardamento aereo americano del 4 aprile 1944 subì gravi danni allo scafo e il suo completamento fu così ritardato. Risulta completata il 30 ottobre ma non risulta aver svolto attività operativa. Spostata nell'arsenale di Venezia, al momento della liberazione della città (26 aprile 1945) la corvetta fu affondata dalle truppe tedesche nella darsena della gru idraulica, mediante apertura delle prese a mare e foratura del fasciame con sventagliate di mitragliatrice. Rimessa a galla il 1° settembre 1945, venne ricostruita ed entrò in servizio con la Marina Militare Italiana il 21 aprile 1951 con il nome originario. Venne radiata il 1° novembre 1978.

### Calabrone
Alla promulgazione dell’armistizio era ancora in fase di allestimento Castellammare di Stabia. Catturata dai tedeschi il 13 settembre 1943, venne da essi affondata il 17 settembre prima dell’abbandono della località.

### Camoscio, UJ 6082
Entrata in servizio nell'aprile 1943, dopo un breve addestramento alla Spezia, fu assegnata alla I Squadriglia Corvette con base a Napoli svolgendo scorte a convogli costieri e missioni di ricerca antisom nel Tirreno. Dopo solo due missioni di scorta convogli e cinque rastrelli antisom, il 24 luglio 1943, mentre era alla fonda nella rada di Sant’Agata vicino a Napoli, venne gravemente danneggiata da un attacco aereo lamentando 4 morti e 25 feriti. Trasferita a Napoli e successivamente a Livorno, alla data dell’armistizio, agli ordini del tenente di vascello Pietro Zancardi, si trovava in bacino insieme alla Capriolo e il 9 settembre 1943 fu catturata dai tedeschi. Il 13 dicembre partì da Livorno a rimorchio delle r.re Isonzo e dopo aver sostato alla Spezia arrivò a Genova il 14, dove ne era previsto terminare le riparazioni. Il 28 giugno 1944 entrò quindi in servizio con la Kriegsmarine col nome di UJ 6082, assegnata alla VI Sicherungsflottille (Flottiglia di sicurezza) con base a Marsiglia, svolgendo operazioni di scorta convogli costieri. Alle prime luci del 15 agosto 1944, mentre si trovava in pattugliamento col sezionario SG 21 (ex franc. Amiral Sénès), avvistò le forze alleate che partecipavano all'invasione delle coste meridionali francesi ma a sua volte le unità tedesche furono avvistate dal cacciatorpediniere americano Somers che si lanciò all'attacco. L'SG 21 venne colpito per primo e rimase immobilizzato mentre l'UJ 6082 cercava di disimpegnarsi stendendo cortine fumogene quando anch'esso venne colpito ed immobilizzato. Abbandonato dall'equipaggio, prima di affondare fu abbordato da un picchetto di marinai del caccia americano che si impadronirono di alcuni documenti e della bandiera di combattimento. Nel frattempo anche l'SG 21 veniva abbandonato e fatto saltare dall'equipaggio.

### Capriolo, UJ 6081
Alla data dell’Armistizio si trovava nella fase finale dell’allestimento a Livorno, in bacino insieme alla Camoscio. Catturata dai tedeschi il 9 settembre 1943 dopo una breve sparatoria, l’8 gennaio 1944 partì da Livorno a rimorchio del r.re Tebessa e dopo aver sostato a La Spezia arrivò a Genova il 12, dove ne era previsto completarne l’allestimento. Entrò in servizio nel luglio 1944 con il nome di UJ 6081 assegnata alla VI Sicherugsflottille con base a Marsiglia per l’effettuazione di scorte a convogli costieri e rastrelli antisom. La sera del 16 agosto 1944 uscì da Marsiglia insieme al sezionario UJ 6073 (ex franc. P 98, ex egiz. Nimeh Allah) e alle prime ore del 17 avvistarono una forza avversaria nel golfo di La Ciotat. Inizialmente si scontrarono con le cannoniere inglesi Aphis e Scarab, poi supportate dal cacciatorpediniere americano Endicott (DD 495) che dopo un impari scontro riuscì ad affondare dapprima l'UJ 6081 e successivamente l'UJ 6073. Furono recuperati 211 superstiti, di cui 99 dell'UJ 6081.

### Carabina, UJ 207
Da poco varata, venne catturata dai tedeschi l’11 settembre 1943 presso i cantieri Breda di Porto Marghera. Denominata UJ 207, venne rimorchiata a Venezia per l’allestimento ed ivi risulta distrutta per bombardamento aereo alleato nel febbraio 1944. Ricuperata il 13 dicembre 1950 e demolita. I motori principali vennero recuperati e riutilizzati.

### Cavalletta
Alla promulgazione dell’Armistizio era ancora in fase di costruzione. Catturata dai tedeschi il 13 settembre 1943, venne da essi sabotata prima dell’abbandono della località.

### Cervo, UJ 6086
Catturata dai tedeschi il 9 settembre 1943 ancora sullo scalo a Livorno, ne venne previsto il nome in UJ 6086. Secondo evidenze fotografiche, sembra che la nave venne varata durante l'occupazione tedesca di Livorno, ma non esistono documenti che comprovano il suo eventuale rimorchio a Genova. Probabilmente venne autoaffondata dagli stessi tedeschi a Livorno prima dell'abbandono della località.

### Chimera
Consegnata nel maggio 1943 e assegnata alla IV Squadriglia Corvette di Argostoli, svolse dapprima l’addestramento preliminare a Pola. L’8 settembre 1943, agli ordini del capitano di corvetta Vincenzo Fusco, si trovava in navigazione per la caccia ad un sommergibile nemico al largo di Bari; rientrò a Brindisi la sera stessa e rimase in attesa di disposizioni. Riprese da subito la scorta ai convogli che effettuavano l’evacuazione dei contingenti italiani nei Balcani. Il 24 settembre 1943, di scorta al piroscafo Diocleziano da Spalato a Bari, recuperò i superstiti del mercantile affondato da aerei Stuka tedeschi. Dal 5 novembre 1943 effettuò missioni di scorta convogli italiani alleati e missioni di trasporto per il resto delle ostilità. Venne radiata in data 31 ottobre 1978 e demolita.

### Cicala
Alla promulgazione dell’Armistizio era ancora in fase di allestimento a Castellamare di Stabia. Catturata dai tedeschi il 13 settembre 1943, venne da essi affondata il 17 settembre prima dell’abbandono della località. Recuperata il 23 novembre 1951 e successivamente demolita.

### Cicogna

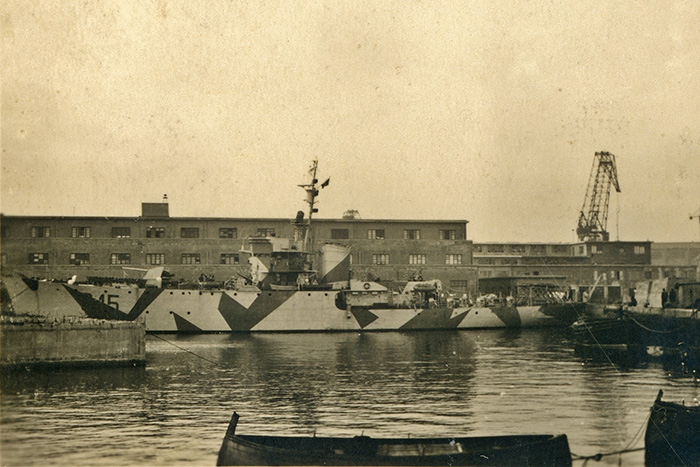
La corvetta Cicogna presso la banchina allestimento dei cantieri Ansaldo a Genova, gennaio 1943 (coll. Marco Ghiglino)

Entrata in servizio nel gennaio 1943, dal 12 agli ordini del tenente di vascello Augusto Migliorini, dopo un breve addestramento svolto alla Spezia, fu assegnata alla I Squadriglia Corvette con base a Trapani svolgendo scorte a convogli e missioni di ricerca antisom. Il 13 marzo 1943, dopo una caccia durata tutta l’intera giornata, riuscì ad affondare con b.t.g. il sommergibile inglese Thunderbolt (ex Thetis) che la sera precedente aveva silurato il piroscafo tedesco Esterel (ex francese) che però non affondò e poté essere portato ad incagliare presso Trapani. Il 17 marzo, di scorta alla cisterna Devoli (ex iug. Perun) e alla cisterna acqua Velino tra Palermo e Trapani, recuperò i naufraghi della Devoli, affondata dal sommergibile inglese Splendid. Il 31 marzo, raccolse i naufraghi del piroscafo Nuoro affondato da aerosiluranti nemici 28 miglia a nord di Zembra. Il 24 luglio 1943, passato dal giorno 12 agli ordini del tenente di vascello Giulio Riccardi [di Ludovico e di Cicchelli Dora, nato a Pizzoli (L'Aquila) il 30 luglio 1912], durante un attacco aereo sulla piazza di Messina, venne colpita da bombe. Gli scoppi provocarono un vasto squarcio nello scafo ed incendio con deflagrazioni di munizioni provocando la morte di numerosi uomini dell'equipaggio, compreso il comandante. L’incendio poté essere spento e la nave fu portata ad incagliare in spiaggia. Quando Messina fu evacuata, il relitto venne abbandonato, dopo averlo reso inutilizzabile. Risulta recuperata nell'ottobre del 1952 e demolita.

### Clava, UJ 210
Catturata dai tedeschi sullo scalo dei cantieri Breda e rinominata UJ 210. La costruzione procedette a rilento e infine sospesa nel 1945. Non fu sabotata e venne demolita nel dopoguerra.

### Cocciniglia
Ordinata nel 1943 ai cantieri Navalmeccanica di Castellammare. A causa dell’elevato carico di lavoro del cantiere campano impegnato soprattutto nelle riparazioni di naviglio danneggiato, si decise di effettuare la costruzione di questa unità ai C.R.D.A. di Trieste ma a causa del sopraggiunto armistizio non venne mai impostata.

### Colubrina, UJ 205

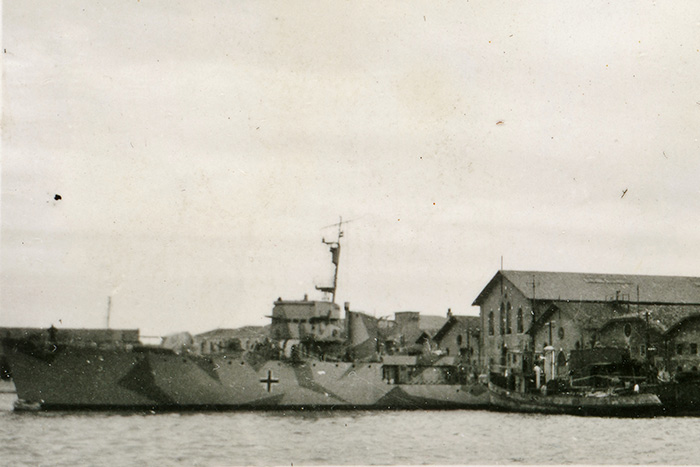
La corvetta UJ 205 in Arsenale a Venezia (coll. Marco Ghiglino)

Alla promulgazione dell’armistizio la corvetta si trovava nel porto di Venezia al termine dell’allestimento ma non ancora in condizione di prendere il mare, venne in parte sabotata. L’11 settembre 1943 venne catturata dai Tedeschi che le imposero il nome UJ 205. Entrata in servizio il 14 gennaio 1944, il 29 febbraio iniziò la scorta della motonave Kapitän Diedrichsen (ex italiana Sebastiano Venier) da Pola all'Egeo assieme alla gemella UJ 201 (ex Egeria), alle torpediniere TA 36 (ex Stella Polare) e TA 37 (ex Gladio) e ai motodragamine R 188, 189 e 190. Dopo poche ore di navigazione però, grazie alle intercettazioni con la macchina ULTRA, il convoglio venne attaccato dagli incrociatori leggeri francesi Le Terrible e Le Malin che colpirono la motonave (che affonderà solo il giorno dopo durante il rimorchio), la TA 37 (rimorchiata poi fino a Pola dalla TA 36) e l'UJ 201 mentre tentava la fuga. Quest’ultimo venne poi finito da un siluro lanciato dal Le Malin che ne provocherà l’affondamento senza superstiti. L'UJ 205 e la TA 36 rientrarono poi a Pola con i superstiti della motonave. Il mese successivo partecipò alle azioni per la riconquista delle isole di Lesina e Solta temporaneamente occupate dai partigiani. Il 28 marzo, mentre si trovava in porto a Sebenico, venne colpita ed affondata durante un attacco aereo.

### Cormorano
Entrata in servizio, dopo un breve addestramento svolto alla Spezia, fu assegnata alla II Squadriglia Corvette con base alla Maddalena svolgendo scorte a convogli costieri e missioni di ricerca antisom. All’Armistizio si trovava a Bastia agli ordini del tenente di vascello Antonio Raiani e riuscendo a sfuggire alla cattura da parte di reparti tedeschi, raggiunse Portoferraio. Il 10 settembre, insieme alle gemelle Folaga e Ape e alla torpediniera Aliseo partecipò all'azione che culminò nell'affondamento di una motozattera tedesca e costringendo le altre 4 ad arenarsi nella spiaggia di Populonia. Il giorno dopo ripartì per Palermo e il 20 settembre arrivò a Malta. Il 10 ottobre successivo, insieme alle altre unità minori, rientrò a Taranto per iniziare il periodo di Cobelligeranza con le Marine alleate. Dall'ottobre 1943 all’8 maggio 1945 fu impiegata nella scorta di convogli alleati ed italiani e per trasporto personale e materiali. Venne radiata il 28 Febbraio 1971.

### Crisalide
L’8 settembre 1943 si trovava ancora sullo scalo nei cantieri navali Navalmeccanica di Castellammare di Stabia. Il 13 settembre venne catturata dai tedeschi che ne ordinarono la demolizione. Abbandonata al momento della ritirata tedesca, dopo la guerra ne venne ripresa la costruzione da parte della Marina Militare Italiana. Varata nel 1947, venne consegnata il 25 settembre 1952, venendo infine radiata il 1° dicembre 1972.

### Daino, UJ 6087
All'atto dell’armistizio si trovava ancora sullo scalo dei cantieri O.T.O. di Livorno. Catturata dai tedeschi e denominata UJ 6087 venne varata per loro nel 1944 e ne fu proseguito l’allestimento. L’11 luglio 1944, prima dell’abbandono di Livorno da parte dei tedeschi, venne autoaffondata al suo posto di ormeggio in cantiere.

### Danaide
Consegnata nel febbraio 1943 ed assegnata alla II Squadriglia Corvette alla Maddalena, prima di trasferirsi nella sua nuova sede, svolse un periodo di addestramento alla Spezia. Dal 5 al 10 luglio 1943, agli ordini del tenente di vascello complemento Giovanni Fabiani [nato a Cittavecchia di Lesina (Zara) il 28 luglio 1908], insieme al Cormorano, effettuò diversi rastrelli antisom alla ricerca del sommergibile inglese che aveva affondato il piroscafo Tripoli il giorno 6. Il 10 luglio, a 15 miglia da Bastia riuscì ad avere un contatto all'ecogoniometro e attaccò il sommergibile inglese Saracen danneggiandolo. Il sommergibile si posò sul fondo ma non fu più attaccato non essendo sicuri del contatto. Prima dell’armistizio svolse 20 missioni di scorta convogli e 28 di rastrelli antisom. Il 9 settembre 1943, passata agli ordini del tenente di vascello complemento Francesco Olivari, con la sezionaria Minerva si recò dapprima a Portoferraio, ripartendo l’11 alla volta di Palermo (12 settembre) e Malta, raggiunta il 20 settembre. Il 6 ottobre rientrò a Taranto iniziando missioni di scorta a convogli nazionali e alleati. Dal novembre 1943 al gennaio 1944 fu temporaneamente alle dipendenze del comando dell’U.S. Navy di Palermo. L’8 maggio 1945, alla cessazione delle ostilità con la Germania si trovava a Taranto. Venne radiata il 1° gennaio 1968 e demolita.

### Driade

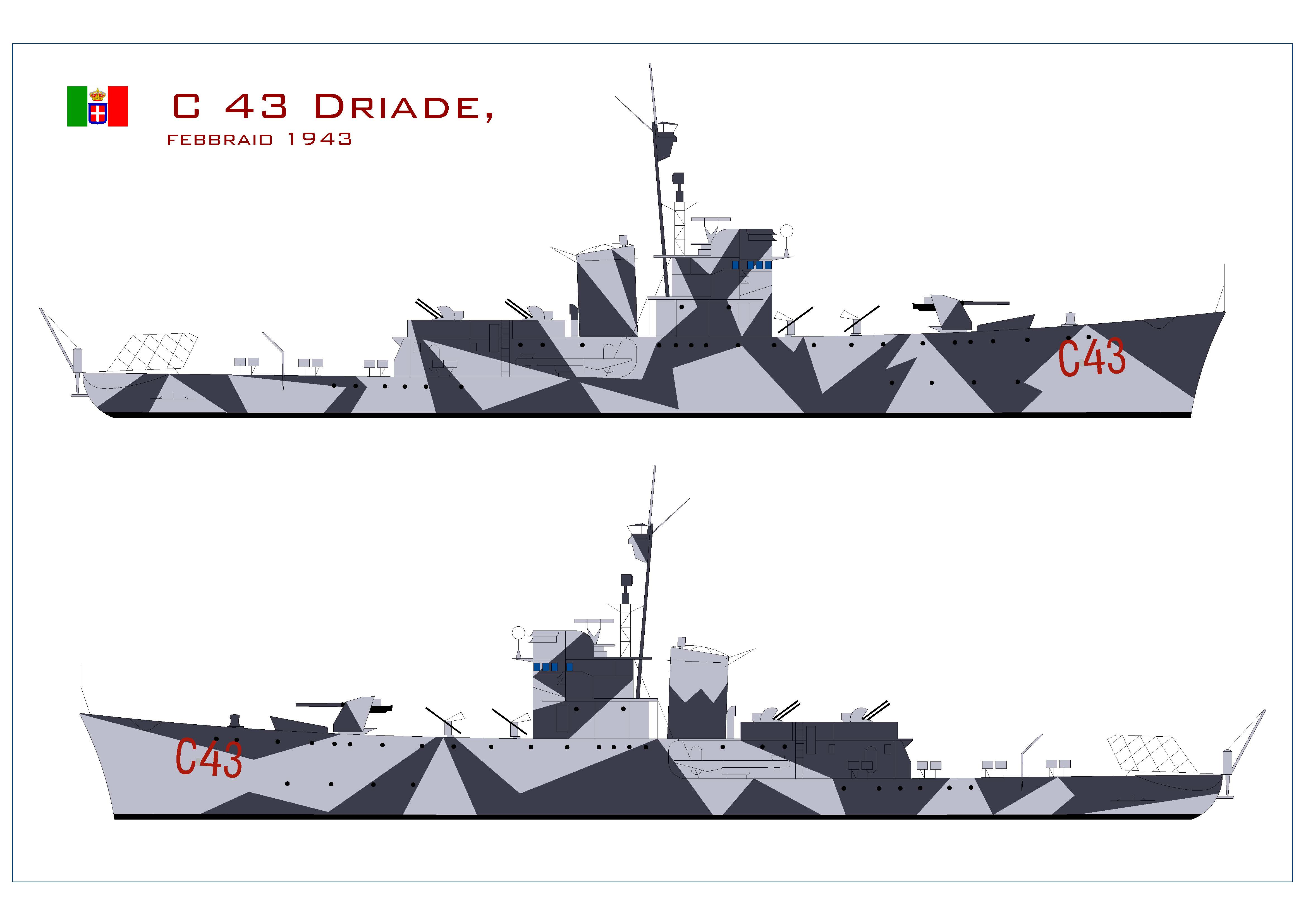
Profili della mimetizzazione della corvetta C 43 Driade (Italian Naval Camouflage of WWII - Marco Ghiglino)

Consegnata nel gennaio 1943 ed assegnata alla III Squadriglia Corvette con base a Taranto, agli ordini del tenente di vascello Oscar Gran, svolse dapprima un periodo addestrativo alla Spezia. L’11 aprile 1943 recuperò 91 superstiti (su 105 imbarcati) della motonave Fabriano (ex franc. Mayenne) affondata da aerosiluranti inglesi dopo essere stata danneggiata dal sommergile inglese Sybil 6 miglia al largo di Capo Gallo (Palermo). Dopo aver eseguito 89 missioni (tra cui 17 antisom e 18 scorte), all'armistizio, passata agli ordini del tenente di vascello Camillo Sicherle, si trovava ai lavori a Taranto. Riprese servizio il 4 ottobre 1943 per scorte a convogli italiani e alleati. L’8 maggio 1945, alla cessazione delle ostilità, si trovava a Taranto. Venne radiata in data 1° luglio 1966.

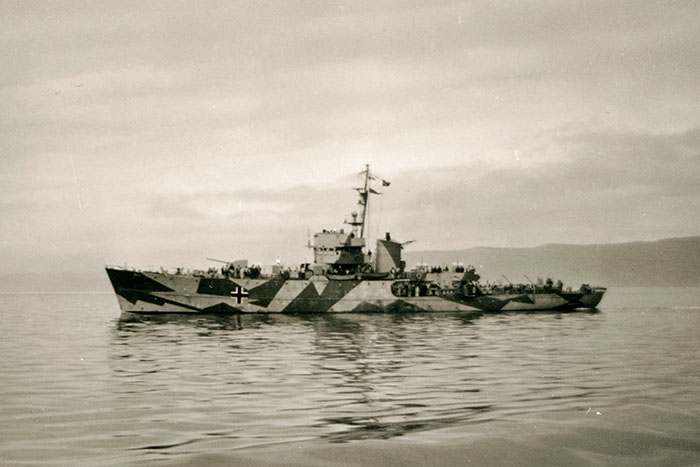
L'UJ 201 della Kriegsmarine, ancora con la mimetizzazione Italiana ma con la croce stile "Wehrmacht" (coll. Marco Ghiglino)

### Egeria, UJ 201
Alla promulgazione dell’armistizio era ancora in allestimento presso i cantieri C.R.D.A. di Monfalcone. Lievemente sabotata venne catturata dai tedeschi e rinominata UJ 201. Entrò in servizio con la Kriegsmarine il 28 gennaio 1944 eseguendo missioni di scorta convogli. Il 29 febbraio 1944 iniziò la scorta della motonave Kapitän Diedrichsen (ex italiana Sebastiano Venier) da Pola all’Egeo assieme alla gemella UJ 205 (ex corv. Colubrina), alle torpediniere TA 36 (ex Stella Polare) e TA 37 (ex Gladio) e ai motodragamine R 188, 189 e 190. Dopo poche ore di navigazione però, grazie alle intercettazioni con la macchina ULTRA, il convoglio venne attaccato dagli incrociatori leggeri francesi Le Terrible e Le Malin che colpirono la motonave (che affonderà solo il giorno dopo durante il rimorchio), la TA 37 (rimorchiata poi fino a Pola) e l'UJ 201 mentre tentava la fuga. Quest’ultimo venne poi finito da un siluro lanciato dal Le Malin che ne provocherà l’affondamento senza superstiti.

### Euridice, UJ 204
Alla promulgazione dell’armistizio era ancora sugli scali dei cantieri C.R.D.A. di Monfalcone. Il 10 settembre 1943 fu catturata dai tedeschi che le imposero il nome di UJ 204 e varata il 12 marzo 1944. Venne affondata, ancora in allestimento, nel bombardamento aereo alleato del 25 maggio 1944. Riportata a galla, venne poi autoaffondata i primi di maggio del 1945. Lo scafo, tagliato in due tronconi, venne recuperato nel 1947 e demolito.

### Euterpe, UJ 2228

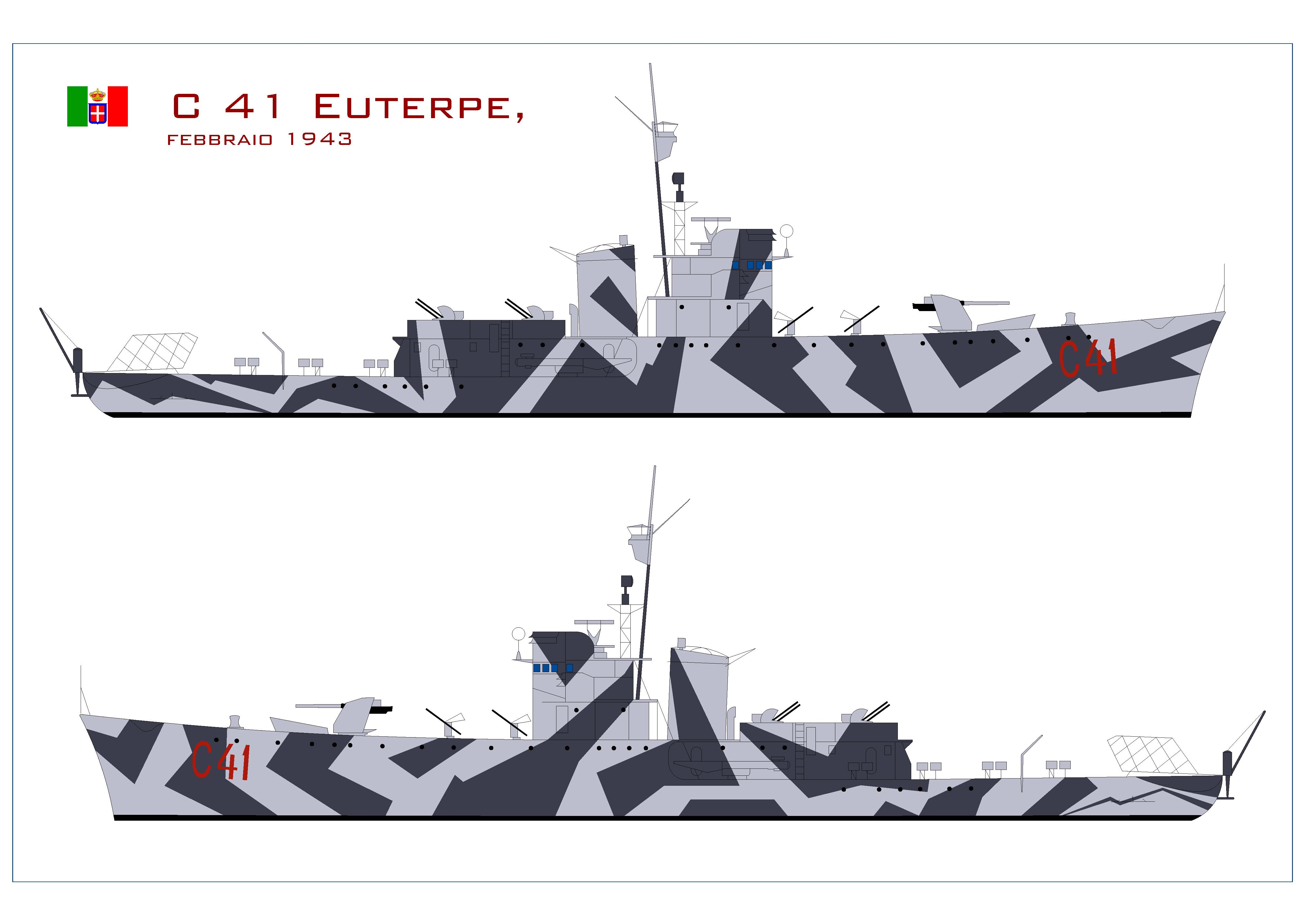
Profili della mimetizzazione della corvetta C 41 Euterpe (Italian Naval Camouflage of WWII - Marco Ghiglino)

In origine denominata Vesta, venne varata col nome di Euterpe perché il nome originario era troppo simile a Vespa. Venne consegnata alla Regia Marina il nel gennaio 1943 e, dopo un periodo di addestramento svolto alla Spezia, venne assegnata alla II Squadriglia Corvette con base alla Maddalena. Distaccata frequentemente nelle acque della Sicilia, eseguì missioni di scorta convogli e rastrelli antisom. Il 24 aprile 1943, agli ordini del tenente di vascello complemento Antonio March, lasciò Reggio Calabria, diretta a Tunisi, insieme alla gemella Gabbiano e alle torp. Climene (C.s.) e Bassini scortando il piroscafo Galiola; improvvisamente, alle 06:04, a 5 miglia per Nord-Ovest da Capo Milazzo, il Galiola venne silurato dal sommergibile inglese Sahib e affondò in 5 minuti. Le corvette iniziarono subito la caccia col lancio di b.t.g. Alle 6:44 il sommergibile venne in superficie e cannoneggiato dalle corvette affondò. Il 15 giugno, fuori Messina, durante un pendolamento antisom, schivò tre siluri e in seguito attaccò il sommergibile inglese Ultor senza riuscire a colpirlo. Il 30 luglio, durante una scorta ad un convoglio da Napoli, venne danneggiata da aerei nemici. Successivamente, dopo aver svolto 79 missioni (di cui 30 antisom e 13 scorte convogli), venne inviata in Arsenale alla Spezia per effettuare un turno di grandi lavori. Qui la sorprese l’armistizio e, non in grado di muovere, il 9 settembre 1943 venne autoaffondata. Recuperata in seguito dai tedeschi, il 14 giugno 1944 venne rimorchiata dal rimorchiatore Italia o Atlanta a Genova per il ripristino e rinominata UJ 2228 entrò in servizio il 15 ottobre 1944 inquadrata nella 22ª Unterseebootejäger Flottille. Svolse sotto bandiera tedesca missioni di scorta convogli costieri a caccia antisom. Dal gennaio 1945 rimase praticamente inattiva a causa della penuria di nafta. Venne autoaffondata il 24 aprile 1945 nel porto di Genova. Recuperata, venne demolita nel dopoguerra.

### Farfalla
L’8 settembre 1943 si trovava ancora sullo scalo nei cantieri navali Navalmeccanica di Castellammare di Stabia. Il 13 settembre venne catturata dai tedeschi. Abbandonata al momento della ritirata tedesca, dopo la guerra ne venne ripresa la costruzione da parte della Marina Militare Italiana. Varata nel 1948, venne consegnata il 10 febbraio 1953, venendo infine radiata il 31 dicembre 1971.

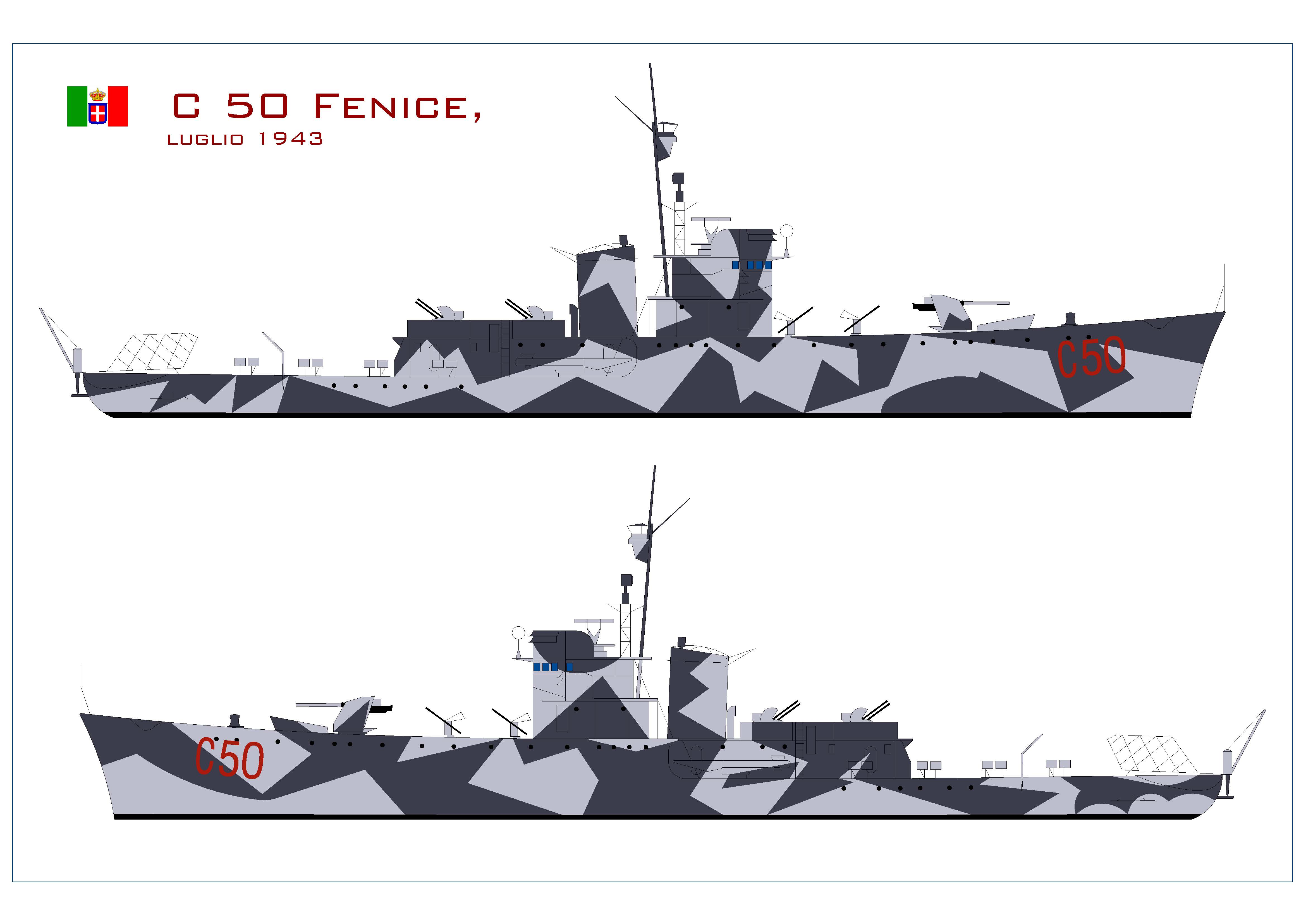
Profili della mimetizzazione della corvetta C 50 Fenice (Italian Naval Camouflage of WWII - Marco Ghiglino)

### Fenice
Consegnata nel giugno del 1943, effettuò dapprima un breve periodo addestrativo a Pola, venendo poi assegnata alla IV Squadriglia Corvette con base a Brindisi per l’effettuazione di scorta a convogli e missioni antisom. L’8 settembre 1943, alla proclamazione dell’armistizio, agli ordini del capitano di corvetta Carlo Paladini [figlio dell'ammiraglio di Squadra Riccardo e di Morin Matilde, nato a Lucca il 31 ottobre 1910], si trovava in navigazione di scorta ad un convoglio partito da Brindisi con destinazione Prevesa, quindi rientrò a Brindisi e vi rimase in attesa di disposizioni. Ripartì il 12 settembre trasferendosi a Taranto e iniziando missioni di scorta a convogli nazionali ed alleati fino alla fine delle ostilità. L’8 maggio 1945 si trovava a Napoli. Venne radiata il 1º ottobre 1965.

### Flora
Consegnata a fine aprile 1943, si trasferì nelle acque di Pola e di Fiume per un periodo di addestramento. Iniziò poi la sua attività di guerra assegnata alla III Squadriglia Corvette con base a Taranto dipendente. Fino all'armistizio svolse 5 missioni di scorta convogli e 11 rastrelli antisom. L’8 settembre, agli ordini del tenente di vascello Giorgio Volpe, si trovava a Taranto. Il giorno successivo scortò, insieme alla motosilurante MS 53, la motozattera MZ 758 e il trasporto Tarantola con rinforzi per la batteria “Toscano” presso Marina di Ginosa, all'estremo occidentale della base di Taranto, minacciato da truppe germaniche. Nel periodo della cobelligeranza continuò il suo servizio di vigilanza foranea ed antisom, intervallato con scorte a convogli alleati. L’8 maggio, al termine delle ostilità in Europa si trovava a Napoli. Venne radiata in data 1° gennaio 1970.

### Folaga

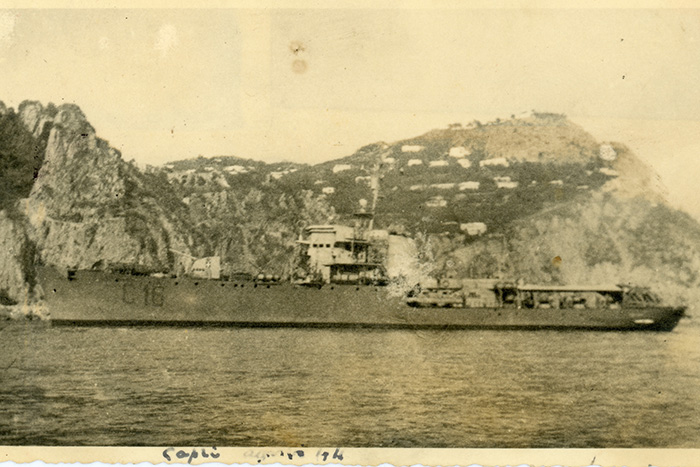
La corvetta Folaga a Capri nell'agosto 1944 (coll. Marco Ghiglino)

Entrata in servizio nel febbraio 1943, dopo un breve addestramento svolto alla Spezia, fu assegnata alla II Squadriglia Corvette con base alla Spezia svolgendo scorte a convogli costieri e missioni di ricerca antisom nell’Alto Tirreno. Fino all'armistizio effettuò, nell'Alto Tirreno, 11 scorte a convogli, azioni di fuoco contro aerei nemici, ben 44 rastrellamenti e caccia ad unità subacquee nemiche, contribuendo fra l’altro all'affondamento del sommergibile inglese Saracen (18 agosto 1943). L’8 settembre 1943 la corvetta si trovava alla Spezia, agli ordini del capitano di corvetta Carlo Thorel. Il giorno successivo si trasferì a Portoferraio. Il 10 settembre, insieme alle gemelle Cormorano e Ape e alla torpediniera Aliseo partecipò all'azione che culminò nell'affondamento di una motozattera tedesca e costringendo le altre 4 ad arenarsi nella spiaggia di Populonia. Il giorno dopo ripartì per Palermo dove rimase fino al 19, giorno in cui partì insieme alla gemella Gru scortando la cannoniera Zagabria (ex nave reale Beli Orao catturata alla Marina jugoslava nel 1941) su cui era imbarcato il Principe Aimone di Savoia. Toccando Augusta, le tre navi raggiunsero Taranto, dove il Principe sbarcò. Poco dopo il gruppo proseguì per Malta. Dall'ottobre 1943 alla fine della guerra svolse compiti di scorta a convogli alleati nelle acque dell’Italia meridionale fra Augusta e Napoli e l’Adriatico, con collegamenti e trasporti lungo le coste tirreniche. L’8 maggio 1945, alla fine delle ostilità, l’unità si trovava a Taranto. Venne radiata in data 1° agosto 1965.

### Gabbiano

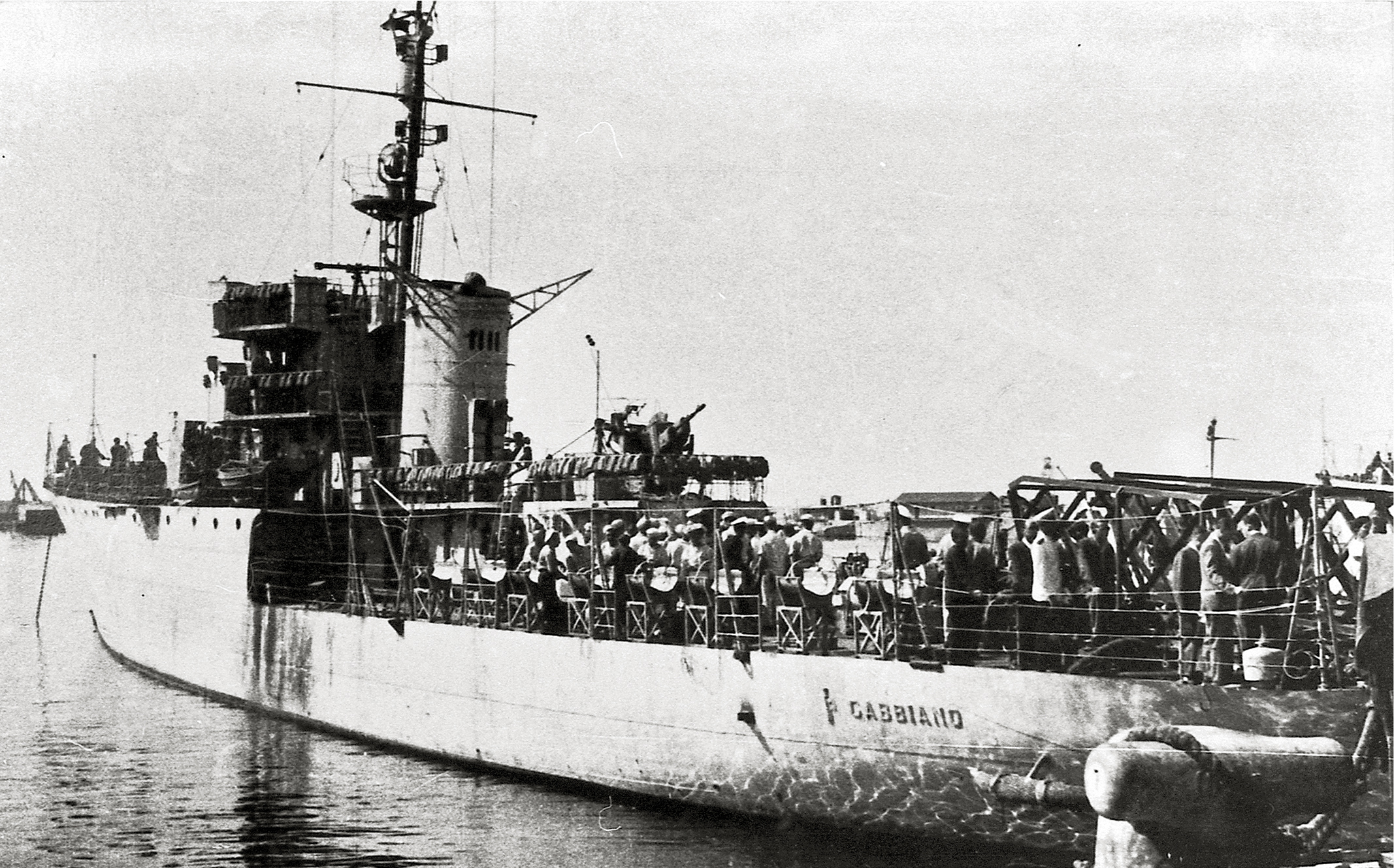
Corvetta C 11 Gabbiano alle prime prove in mare (coll. Giorgio Parodi)

Iniziate le prove di accettazione il 12 agosto 1942, fu la prima della classe ad entrare in servizio. Il 6 ottobre, poco dopo la consegna, fu inviata alla Spezia per un relativamente lungo periodo di addestramento e di affinamento delle tecniche d’impiego. Assegnata alla I Squadriglia Corvette con base a Trapani, agli ordini del tenente di vascello Nilo Foresi [nato a Genova il 10 novembre 1912], svolse la sua prima missione di scorta convogli il 10 gennaio 1943 insieme alle gemelle Antilope e Artemide e alle torpediniere Sirio (capo scorta) e Pallade scortando la cisterna Saturno (ex franc. Massis) tra Palermo e Biserta. Il 17 gennaio 1943, insieme ad Antilope e Artemide recuperò i naufraghi del cacciatorpediniere Bombardiere silurato ed affondato dal sommergibile inglese United. Il 21 febbraio recuperò i 51 superstiti del piroscafo tedesco Baalbeck silurato ed affondato dal sommergibile inglese Unruffled 18 miglia sud-est di Capo Bon.Il 24 aprile 1943, lasciò Reggio Calabria, diretta a Tunisi, insieme alla gemella Euterpe e alle torp. Climene (C.s.) e Bassini scortando il piroscafo Galiola quando a 5 miglia nord-ovest di Capo Milazzo il Galiola venne silurato dal sommergibile inglese Sahib e affondò. Le corvette iniziarono subito la caccia col lancio di b.t.g. Poco dopo il sommergibile venne in superficie e cannoneggiato affondò. La Gabbiano recuperò 6 componenti dell’equipaggio, mentre la Climene recuperò il resto, per un totale di 51 naufraghi, tra i quali il comandante e 5 ufficiali. Fino all'armistizio effettuò 102 missioni, fra cui 18 cacce antisom e 22 scorte a convogli o a mercantili isolati. Alla promulgazione dell’armistizio, agli ordini del tenente di vascello Nilo Foresi (che fu catturato assieme al direttore di macchina e a quello del tiro e a 24 uomini dell’equipaggio) si trovava insieme alla Pellicano a Gaeta, ai lavori dal 5 agosto, in attesa di disposizioni. Il mattino del 9 settembre, trovatasi accerchiata da contingenti tedeschi, sotto la guida dell’ufficiale in seconda riuscì a mettere in moto e, spezzando gli ormeggi, dirigere per l’isola di Montecristo; quindi si trasferì a Bastia e il 13 settembre raggiunse Palermo. Dal settembre 1943 all'aprile 1945 la corvetta scortò convogli e piroscafi alleati nelle acque del Mediterraneo, toccando oltre ai porti dell’Italia libera, Malta, Biserta e Algeri. L’8 maggio, alla cessazione delle ostilità, si trovava nel porto di Napoli. Venne radiata il 1° novembre 1971 e demolita.

### Gazzella
Consegnata nel febbraio 1943 e assegnata alla I Squadriglia Corvette, raggiunse La Spezia per l’addestramento iniziale, agli ordini del tenente di vascello Arrigo Montini [di Camillo e di Branchi Giulia, nato a Rimini il 14 aprile 1912, osservatore aereo], nipote del futuro Papa Paolo VI. Qui, il 19 aprile, venne lievemente danneggiata da un bombardamento aereo e, dopo le riparazioni venne assegnata alla II Squadriglia Corvette con base alla Maddalena svolgendo scorte a convogli costieri e rastrelli antisom. L’11 aprile 1943 scortò il rimorchiatore Salvatore I destinato a rimorchiare dalla Maddalena alla Spezia l’incrociatore Gorizia danneggiato. Durante questa missione entrò in collisione con la torpediniera Dezza ricevendo danni lievi. Il 5 agosto 1943, mentre era in navigazione con la gemella Minerva a Nord dell'Asinara, urtò una mina e affondò in un minuto. Il relitto è stato individuato nel 2002. Prima dell’affondamento aveva effettuato 63 missioni (di cui 20 rastrelli antisom e 16 scorte a convogli).

### Grillo
Alla promulgazione dell’armistizio era ancora in fase di allestimento Castellammare di Stabia. Catturata dai tedeschi il 13 settembre 1943, venne da essi affondata il 17 settembre prima dell’abbandono della località.

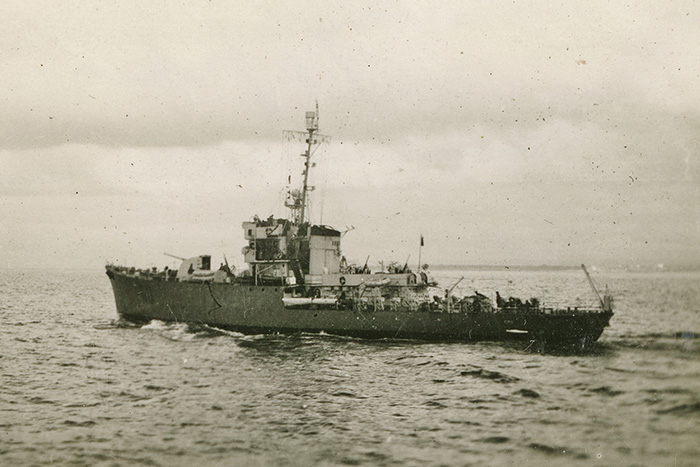
Gru in navigazione durante la cobelligeranza (coll. Marco Ghiglino)

### Gru
Entrata in servizio nell'aprile 1943, dopo un breve addestramento svolto alla Spezia, fu assegnata alla I Squadriglia Corvette con base a Napoli svolgendo scorte a convogli costieri e missioni di ricerca antisom nel Tirreno e nell'ultimo mese di guerra compì una missione di scorta a convogli e sei rastrellamenti antisom. L’armistizio la colse a Gaeta, agli ordini del tenente di vascello Fazio Casari [di Armando e fu Zannoni Sofia, nato a Concordia sulla Secchia (Modena) il 18 luglio 1911]. Il giorno successivo partì per evitare la cattura da parte dei tedeschi dirigendo per l’isola di Ponza. Il 21 settembre 1943, dopo aver toccato Palermo e Augusta, giunse a Taranto ed iniziò il periodo di scorta a convogli alleati e di trasporto di personale e materiali nei porti dell’Italia meridionale. Venne definitivamente radiata il 1° agosto 1971.

### Ibis
Entrata in servizio nell'aprile 1943, dopo un breve addestramento svolto alla Spezia, fu assegnata alla I Squadriglia Corvette con base a Napoli svolgendo scorte a convogli costieri e missioni di ricerca antisom nel Tirreno. Dal 3 aprile all’8 settembre 1943, l'Ibis eseguì 35 missioni di guerra, fra le quali 3 scorte a convogli e 8 cacce antisom. Per ben quattro volte la caccia antisom si concluse con il lancio di numerose bombe ed in quella del 28 giugno, durante il trasferimento dalla Spezia a Napoli, ritenne di aver affondato il sommergibile avversario. Non essendosi però avuta conferma da parte inglese, è da ritenere che l’unità subacquea sia stata soltanto danneggiata. La sera del 6 settembre 1943, agli ordini del tenente di vascello Giulio Pelli [nato a Bonassola (La Spezia) il 2 giugno 1912], salpò da Gaeta con a bordo una missione di collegamento con gli angloamericani. Al largo di Ustica la missione trasbordò sulla motosilurante britannica TB 046 e presero imbarco sulla corvetta imbarcarono due alti ufficiali americani che furono condotti a Gaeta. Il 7 settembre, per mantenere il segreto sulla missione, fu inviata nella baia deserta di Porto Conte (Alghero) in “quarantena”. Qui rimase fino al 16 settembre, giorno in cui partì per Ajaccio per iniziare le operazioni di trasbordo dei militari italiani verso la Sardegna, con punto di approdo a Porto Torres. Il 21 ripartì da Porto Torres per Ajaccio insieme a una motovedetta per portare viveri per le Forze Armate ancora presenti in Corsica che combattevano contro i tedeschi. Durante il periodo della cobelligeranza, tranne cinque mesi, dal 29 settembre 1944 all’11 aprile 1945, trascorsi in arsenale a Taranto per lavori, fu attivamente impiegata nella scorta di convogli alleati e trasporti di personale e materiali vari lungo le coste dell’Italia libera. L’8 maggio 1945 si trovava a Napoli. Venne radiata il 1º luglio 1971 e demolita.

### Libellula
Alla promulgazione dell’armistizio era ancora in fase di costruzione. Catturata dai tedeschi il 13 settembre 1943, venne da essi sabotata prima dell’abbandono della località.

### Lucciola
Questa corvetta avrebbe dovuto chiamarsi Zanzara, ma il nome venne mutato in seguito. Alla data dell’armistizio era nelle ultime fasi dell’allestimento a Castellammare di Stabia. Il 13 settembre 1943 dopo un lungo combattimento, venne catturata dai tedeschi. Da questi venne affondata in porto prima dell’abbandono della città il 17 settembre 1943. Recuperata il 23 novembre 1951, venne successivamente demolita.

### Maggiolino
Ordinata nel 1943 ai cantieri Navalmeccanica di Castellammare. A causa dell’elevato carico di lavoro del cantiere campano impegnato soprattutto nelle riparazioni di naviglio danneggiato, si decise di effettuare la costruzione di questa unità ai C.R.D.A. di Trieste ma a causa del sopraggiunto armistizio non venne mai impostata.

### Marangone, UJ 2223
All'atto dell’armistizio era quasi pronta per il varo (avvenuto poi pochi giorni dopo) presso i cantieri Ansaldo di Genova con la consegna prevista per gennaio 1944. Il 9 settembre 1943 fu catturata dai Tedeschi che le imposero il nome UJ 2223. Entrata in servizio nella 22ª Unterseebootejäger Flottille il 18 marzo 1944, venne assegnata a missioni di scorta convogli costieri e rastrelli antisom. L’11 maggio insieme al sezionario UJ 2222 (ex Tuftetto) sostenne uno scontro a fuoco contro motosiluranti avversarie senza esito. In navigazione con la gemella UJ 2222 nei pressi delle Formiche di Grosseto, nella notte tra il 23 e il 24 maggio 1944, venne silurata ed affondata (alle 00:14) dalle motosiluranti americane PT 202, PT 213 e PT 218 mentre l'UJ 2222, gravemente danneggiato, riuscì a rientrare a Livorno. Ci furono 41 vittime dell’equipaggio.

### Melpomene, UJ 202

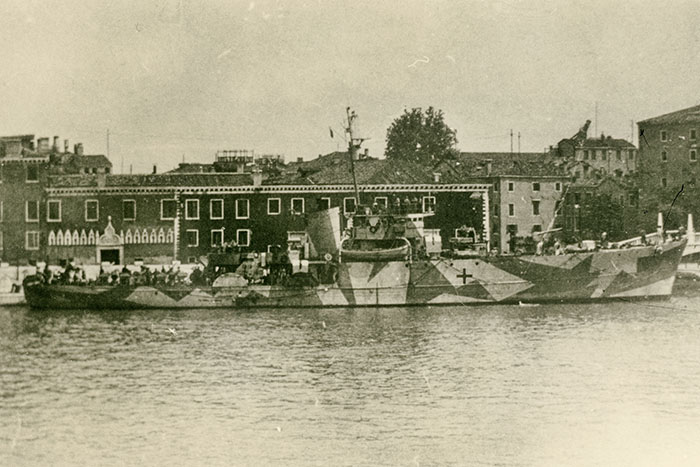
L'UJ 202 mimetizzato, a Venezia (coll. Marco Ghiglino)

Alla data dell’armistizio era in allestimento presso i cantieri C.R.D.A. di Monfalcone con consegna prevista per il dicembre 1943. Catturata dai tedeschi, entrò in servizio il 24 aprile 1944 col nome di UJ 202, effettuando scorte a convogli costieri. Il 25 giugno 1944, con la scorta delle torpediniere TA 37 (ex ital. Gladio), TA 38 (ex ital. Spada) e TA 39 (ex ital. Daga) rimorchiò fino a Trieste la torpediniera TA 22 (ex ital. Missori) danneggiata da aerei alleati. Il 12 agosto insieme alle torpediniere TA 40 (ex ital. Pugnale), TA 37, TA 38 e TA 39 e al posamine Kiebitz (ex ital. RAMB III) prese parte ad una missione di posa di mine nel medio Adriatico. Questa fu la prima di numerose missioni di scorta a missioni di posamine. Tra il 9 e l’11 ottobre prese parte, insieme alla UJ 208 (ex ital. Spingarda) e a 4 motosiluranti della III Schnellbootflottille, ad una missione di contrasto anti-partigiana contro l’isola di Melada. Dopo il bombardamento contro obiettivi terrestri, dovette prendere a rimorchio la motosilurante S 626 danneggiata dal tiro partigiano, arrivando a Pola il mattino dell’11 ottobre. Lo stesso giorno i due UJ ripartirono insieme alla torpediniera TA 40, l’unità ausiliaria G 234 e la cisterna Prometheus alla volta di Trieste. Durante la notte il convoglio fu attaccato da motosiluranti avversarie che causarono danni da armi leggere sulla torpediniera. Seguirono altre missioni di scorta e di contrasto ai movimenti dei partigiani. Il 1º novembre 1944, mentre insieme all'UJ 208 stava navigando nel Canale di Quarnerolo tra le isole di Pago e Lussino per raggiungere un convoglio da scortare, entrambe le unità vennero scoperte e attaccate dai cacciatorpediniere inglesi Wheatland e Avon Vale che dopo un violento combattimento le affondarono. Mentre le unità inglesi stavano raccogliendo i naufraghi, avvistarono la TA 20 (ex ital. Audace) che dopo un violento scontro venne anch'essa affondata. In totale vennero raccolti 71 naufraghi degli equipaggi tedeschi.

### Minerva

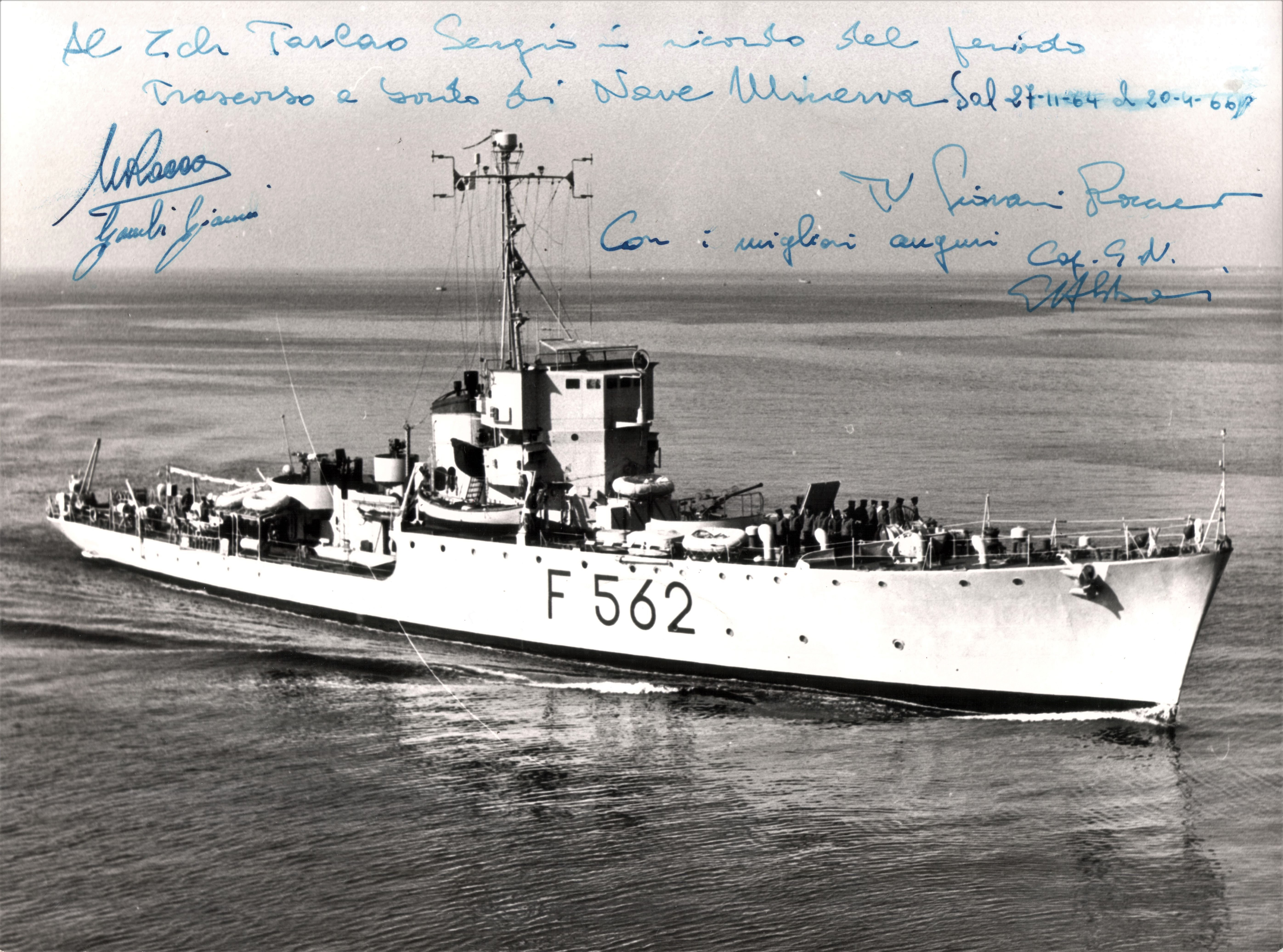
Minerva, foto di congedo, anno 1966, sottoscritta dal TV

Consegnata nel febbraio 1943 ed assegnata alla II Squadriglia Corvette con base alla Maddalena, prima di trasferirsi nella sua nuova sede, svolse un periodo di addestramento alla Spezia. Il 12 aprile scortò dalla Maddalena alla Spezia l’incrociatore pesante Gorizia danneggiato durante un bombardamento aereo. Il 15 agosto 1943, agli ordini del tenente di vascello Mario Baroglio, davanti Bastia, dopo averlo danneggiato con b.t.g., affondò a cannonate il sommergibile inglese Saracen costretto ad emergere. Le missioni di guerra fino al giorno dell’Armistizio furono 51. L’8 settembre 1943 si trovava in porto alla Maddalena. Il giorno successivo si trasferì a Portoferraio, Palermo (12 settembre) ed arrivando infine a Malta il 20 settembre. Il 6 ottobre iniziò le missioni di scorta a convogli italiani ed alleati fino alla fine del conflitto. L’8 maggio 1945 si trovava a Bari. Venne radiata il 1º luglio 1969 e demolita.

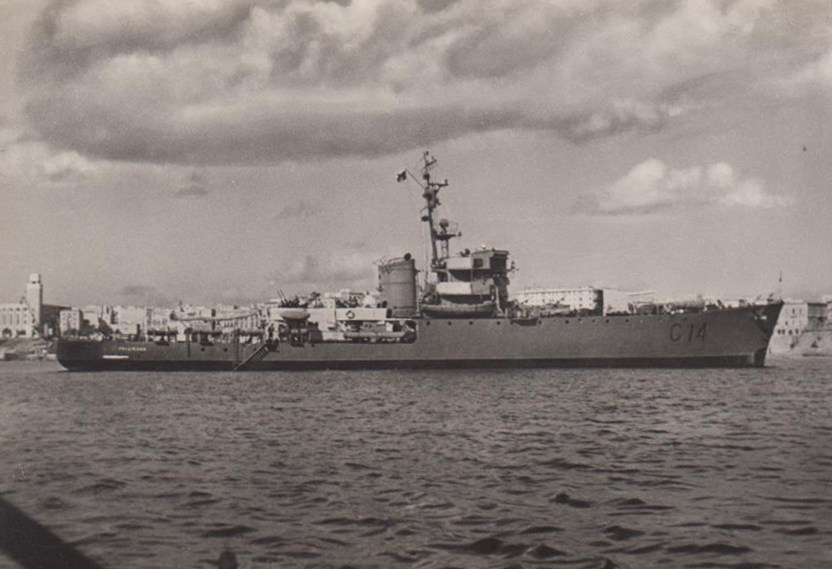
Pellicano con una livrea particolare e non standard durante il periodo della cobelligeranza o poco dopo

### Pellicano
Entrata in servizio nel maggio 1943, dopo un breve addestramento svolto alla Spezia, fu assegnata alla I Squadriglia Corvette con base a Napoli svolgendo scorte a convogli costieri e missioni di ricerca antisom. La sua attività bellica, nei due mesi che precedettero l’armistizio, può riassumersi in 39 missioni per complessive. Effettuò una sola scorta, mentre i rastrellamenti furono 11. L’8 settembre 1943 si trovava a Gaeta, agli ordini del tenente di vascello Amleto Ferraù [nato a Catania il 9 agosto 1910]. La notte seguente, per sfuggire alla cattura da parte dei tedeschi, diresse prima per Montecristo, e quindi per Bastia. Rientrò a Montecristo il giorno 12 settembre e il 15 settembre diresse verso Sud. Toccata Palermo il giorno 16, il 19 si trasferì a Malta. Il 5 ottobre 1943 rientrò a Taranto e da quel porto riprese a fianco degli alleati il servizio di scorta a convogli e ad unità isolate, effettuando anche rastrelli antisom. L’8 maggio 1945, al termine delle ostilità si trovava a Cagliari. Fu radiata il 1° luglio 1969.

### Persefone, UJ 2227
Lasciata Monfalcone il 5 dicembre 1942, agli ordini del tenente di vascello Roberto Lucciardi [di Ermenegildo e di Peroni Corinna, nato a La Spezia il 15 aprile 1913] raggiunse La Spezia per un breve periodo addestrativo. Dopo circa un mese, assegnata alla I Squadriglia Corvette, si trasferì a Palermo per iniziare attività di scorta convogli costieri e per la Tunisia e rastrelli antisom. 
Il 27 luglio 1943, agli ordini del capitano di corvetta Oreste Tazzari [di Mario e fu Bennati Luigia, nato a Firenze il 31 gennaio 1909, ingegnere, docente di elettrotecnica all'Accademia Navale e deceduto a Roma il 29 gennaio 1985 a seguito di un incidente in motocicletta], effettuò anche una missione molto delicata, cioè il trasferimento dell’ex Capo del Governo Benito Mussolini sull'isola di Ponza. Nell'estate 1943 fu inviata nell'arsenale della Spezia per un periodo di lavori di manutenzione. Il 9 settembre 1943, non essendo in condizioni di partire, venne autoaffondata. Recuperata dai tedeschi, il 14 giugno venne rimorchiata dal rimorchiatore Italia o Atlanta a Genova per la rimessa in efficienza, entrando in servizio con la Kriegsmarine il 2 dicembre 1944 col nome di UJ 2227. Svolse attività di scorta convogli costieri assegnata alla 22ª Unterseebootejäger Flottille. Dal gennaio 1945 rimase praticamente ferma a causa della penuria di carburante. Venne autoaffondata nella notte tra il 23 e il 24 aprile 1945 a Genova. Recuperata, venne demolita nel dopoguerra.

### Pomona
Impostata col nome di Ebe, entrò in servizio con il nome di Pomona nell'aprile 1943. Dopo un breve periodo addestrativo svolto a Pola venne assegnata alla III Squadriglia Corvette a Brindisi effettuando scorte convogli fra Brindisi e Bari e fra Brindisi e Taranto. L’8 settembre 1943, agli ordini del tenente di vascello complemento Riccardo Gladi, si trovava a Brindisi. Il 16 partì da Bari insieme ai piroscafi Ulisse, Borsini e Pallade e al rimorchiatore Capodistria (LL.PP.) per una missione di recupero di personale civile e militare da Pelagosa e Lagosta rientrando il 19 settembre. Successivamente si trasferì a Taranto iniziando il periodo di scorta a convogli alleati L’8 maggio 1945, giorno in cui finì la guerra in Europa, si trovava a Napoli. Venne radiata il 1° giugno 1965 e demolita.

### Procellaria

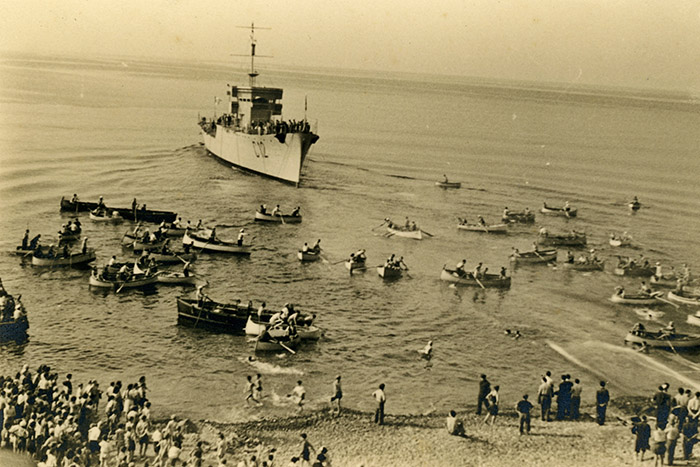
La corvetta C 12 Procellaria al varo (coll. Marco Ghiglino)

Entrata in servizio il 29 dicembre 1942, svolse un breve periodo di esercitazioni nelle acque della Spezia quindi, assegnata alla I Squadriglia Corvette antisom, iniziò subito l’attività’ di scorta convogli da e per la Tunisia. Il 31 gennaio 1943, agli ordini del tenente di vascello Giorgio Volpe, partì da Biserta diretta a Trapani insieme alla gemella Persefone, alle motosiluranti MS 16 e 35, alle motozattere tedesche F 481 e 484 ed al caccia Maestrale rimorchiato dalla torpediniera Animoso. A circa 24 miglia a Nord-Ovest di Capo Bon, urtò a poppa una mina o due che, dopo 3 ore, ne provocarono l’affondamento. Ci furono 24 morti. Eseguí in totale 18 missioni, di cui 3 per scorta a convogli in zona di operazione.

Renna, UJ 6083, poi UJ 2230

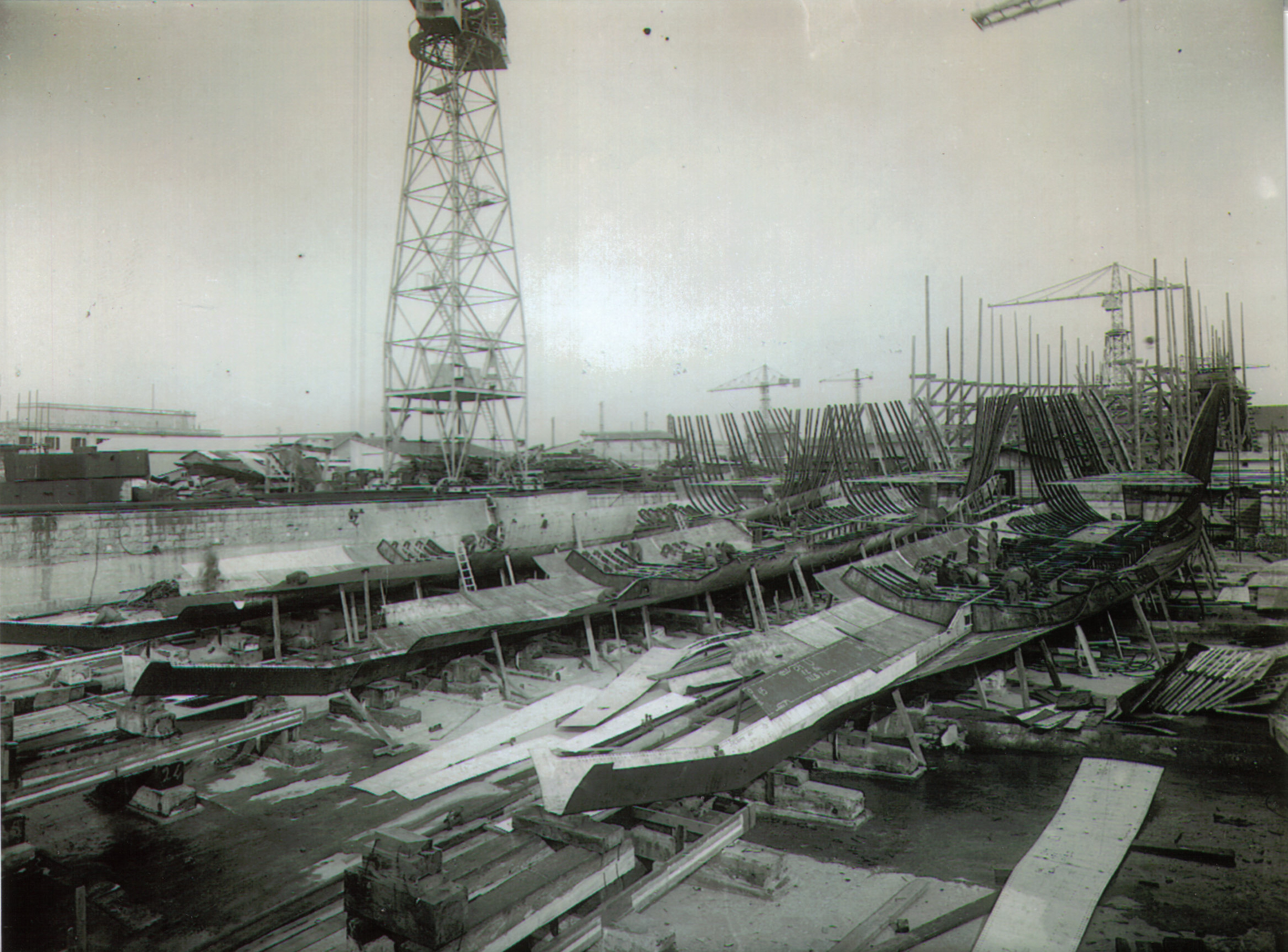
Cantieri O.T.O. di Livorno, le corvette C 22 Capriolo, C 23 Alce, C 24 Renna in costruzione nell'avanscalo Morosini (coll. Marco Ghiglino)

Ancora in allestimento, il 9 settembre 1943, venne catturata dai tedeschi presso il cantiere O.T.O. di Livorno. In seguito venne rimorchiata a Genova per essere ultimata. Nella Kriegsmarine venne rinominata dapprima UJ 6083 ed assegnata alla 6ª Flottiglia di sicurezza ma il 16 agosto, allo scioglimento della stessa, venne trasferita alla 22ª Flottiglia, per cui assunse il nome di UJ 2230. Proprio nelle ultime fasi dell'allestimento, venne affondata in seguito ad un pesante bombardamento aereo alleato che colpì, il 4 settembre 1944, Genova e la sua zona portuale. Alcune fonti indicano che la nave, all'atto del suo affondamento, fosse entrata in servizio qualche giorno prima, quindi già ultimata. Nel 1947 il relitto della corvetta venne recuperato e demolito.

### Scimitarra
Entrata in servizio nel maggio 1943, dopo un breve addestramento svolto a Pola, fu assegnata alla IV Squadriglia con sede a Brindisi. Nel breve periodo dal 16 luglio all’8 settembre 1943 effettuò ricerche e caccia a sommergibili nemici, scorte a convogli, azioni di fuoco contro aerei avversari e salvataggi di naufraghi. Le missioni principali 17 cacce antisom e 5 scorte a convogli. L’8 settembre 1943, agli ordini del tenente di vascello Remo Osti, si trovava a Durazzo, giuntavi da Brindisi lo stesso giorno, di scorta ad un convoglio. Il giorno seguente rientrò a Brindisi e dopo essere partita per Pescara per prelevare la Famiglia Reale (che nel frattempo era già sulla Baionetta), l’11 settembre arrivò a Taranto. Dall'ottobre 1943 la corvetta riprese servizio di scorta a convogli e nel trasporto di personale e materiali lungo le coste dell’Italia in mano agli Alleati. L’8 maggio 1945, alla cessazione delle ostilità, si trovava a Palermo. Venne radiata il 1º agosto 1971.

### Scure, UJ 209
Catturata dai tedeschi l’11 settembre 1943 e rinominata UJ 209, venne danneggiata dal bombardamento aereo del 1 maggio 1944 e completamente demolita prima della fine della guerra.

### Sfinge
Consegnata nel maggio 1943, dopo un rapido addestramento svolto a Pola, raggiunse Brindisi assegnata alla III Squadriglia Corvette effettuando missioni di scorta a convogli da e per l’Albania e rastrelli antisom. L’8 settembre 1943, agli ordini del capitano di corvetta Vincenzo Vaccarisi, si trovava a Durazzo; partì il giorno dopo per Brindisi e successivamente raggiunse Taranto. Dall'ottobre 1943 fu particolarmente attiva nella scorta a convogli alleati nello Ionio e Basso Tirreno e nel trasporto di personale e materiali nei porti dell’Italia meridionale. L’8 maggio 1945 si trovava a Napoli. Venne radiata il 15 giugno 1977.

### Sibilla
Consegnata nel giugno 1943, dopo un breve addestramento svolto a Pola, si trasferì ad Argostoli assegnata alla IV Squadriglia Corvette. Il 5 settembre 1943 la Sibilla, agli ordini del tenente di vascello Luigi Vaglini, insieme alla gemella Scimitarra ed alla torpediniera Giuseppe Cesare Abba scortò un convoglio diretto a Valona e, mentre si trovava a circa 9 miglia da Brindisi, il sommergibile inglese Unshaken silurò la cisterna Doria Costa che poté essere rimorchiata a Brindisi. Dopo un mese di scorte a convogli e rastrelli antisom, venne sorpresa a Brindisi dall'armistizio. Il 21 settembre scortò, insieme alla torpediniera Francesco Stocco, i piroscafi Dubac e Salvatore da Brindisi a Santi Quaranta (Albania) e ritorno per il rimpatrio di personale civile e militare italiano. Il 24 settembre ripartì insieme alle stesse navi con l’aggiunta della motonave Probitas per effettuare un'altra missione di rimpatrio di personale ma durante tutta la missione il convoglio venne attaccato ripetutamente da aerei tedeschi che affondarono la motonave Probitas in porto e la torpediniera Stocco durante la navigazione di rientro, mentre il piroscafo Dubac, danneggiato, si arenò un miglio a Nord di Capo d’Otranto. Trasferitasi a Taranto, durante il periodo della cobelligeranza fu impiegata per la difesa del traffico angloamericano diretto nei porti italiani, prevalentemente della Sicilia e del Tirreno. Venne radiata il 1º febbraio 1973 e demolita.

### Spingarda, UJ 208
Ancora in allestimento a Venezia, ivi venne catturata dai tedeschi l’11 settembre 1943. Entrata in servizio nella Kriegsmarine il 6 maggio 1944 col nome di UJ 208 venne impiegata in scorte costiere. Tra il 9 e l’11 ottobre prese parte, insieme alla UJ 202 (ex ital. Melpomene) e a 4 motosiluranti della III Schnellbootflottille, ad una missione di contrasto anti-partigiana contro l’isola di Melada. Dopo il bombardamento contro obiettivi terrestri, le unità vennero fatte segno di attacchi aerei che non provocarono danni, arrivando a Pola il mattino dell’11 ottobre. Lo stesso giorno i due UJ ripartirono insieme alla torpediniera TA 40, l’unità ausiliaria G 234 e la cisterna Prometheus alla volta di Trieste. Durante la notte il convoglio fu attaccato da 3 motosiluranti avversarie che causarono danni da armi leggere sulla torpediniera. Seguirono altre missioni di scorta e di contrasto ai movimenti dei partigiani. Il 1º novembre 1944, mentre insieme all'UJ 202 stava navigando nel Canale di Quarnerolo tra le isole di Pago e Lussino per raggiungere un convoglio da scortare, entrambe le unità vennero scoperte e attaccate dai cacciatorpediniere inglesi Wheatland e Avon Vale che dopo un violento combattimento le affondarono. Mentre le unità inglesi stavano raccogliendo i naufraghi, avvistarono la TA 20 (ex ital. Audace) che dopo un violento scontro venne anch'essa affondata. In totali vennero raccolti 71 naufraghi degli equipaggi tedeschi.

### Stambecco, UJ 6088
Gravemente danneggiata durante il bombardamento aereo del 28 maggio 1943, nel giugno successivo ne venne decisa la demolizione, non completata prima dell’armistizio. Catturata dai tedeschi ancora in quello stato il 9 settembre 1943, le venne assegnata la sigla UJ 6088. Nel luglio 1944, al momento della conquista della città da parte degli angloamericani, venne trovata semi distrutta ancora sullo scalo. Successivamente ne venne completata la demolizione.

### Strolaga, UJ 2224
Catturata dai tedeschi il 9 settembre 1943 ancora sullo scalo e rinominata UJ 2224, venne varata il 30 ottobre 1943 entrando in servizio nella Kriegsmarine il 18 aprile 1944. Assegnata alla XXII Ujagdflottille, venne impiegata in missioni di scorta a convogli costieri e di vigilanza. Durante il bombardamento aereo alleato che colpì Genova il 4 settembre 1944, venne colpita da colpi in pieno e nelle vicinanze e soprattutto dall'esplosione delle munizioni sulla vicina torpediniera TA 28 (ex ital. Rigel). Gravemente danneggiata, affondò capovolgendosi l’8 settembre successivo. In seguito recuperata ma non ripristinata, venne autoaffondata il 24 aprile 1945. Nel dopoguerra fu recuperata e demolita.

### Tersicore, UJ 203
All’atto dell’armistizio si trovava ancora sugli scali dei cantieri C.R.D.A. di Monfalcone. Fu catturata dai tedeschi e rinominata UJ 203 venendo varata il 16 ottobre 1943. Il 20 aprile 1944, ancora in allestimento, durante un bombardamento aereo alleato su Monfalcone venne colpita da una bomba che la spezzò in chiglia, ma che non ne provocò l’affondamento. Irreparabilmente danneggiata venne affondata in seguito ad un successivo bombardamento aereo. Alla fine delle ostilità venne trovata affondata nel porto di Monfalcone con solo la plancia emergente. Recuperata nel dopoguerra venne demolita dopo il 1947.

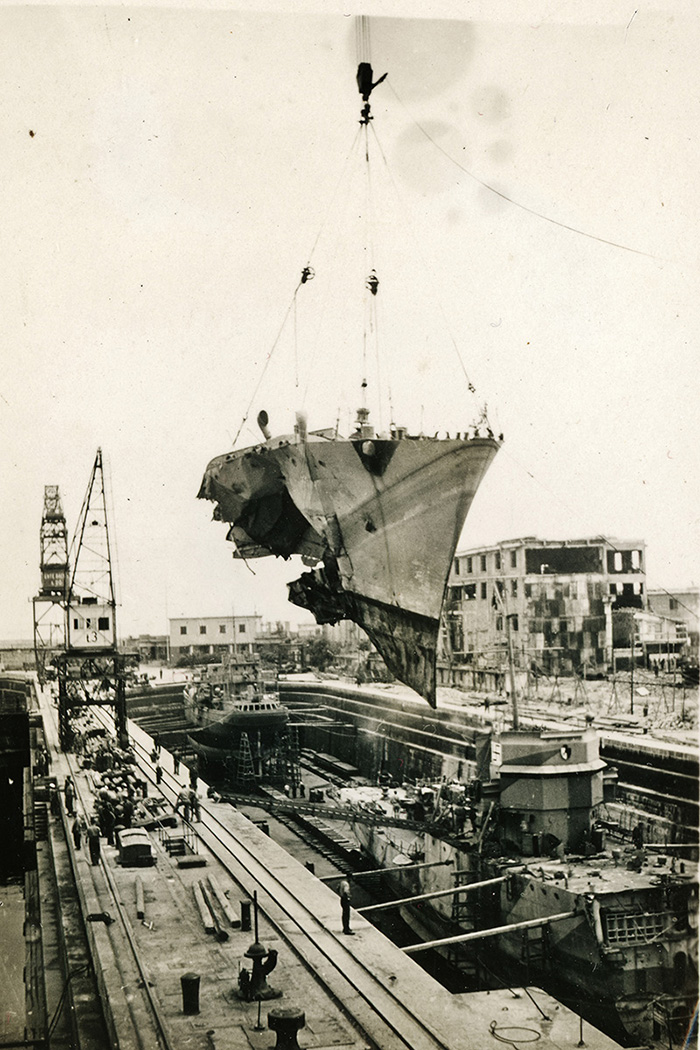
La prua dell'UJ 2222 viene rimossa dopo il siluramento da parte di PT boat Americane (coll. Marco Ghiglino)

### Tuffetto, UJ 2222
Alla promulgazione dell’armistizio era ancora in allestimento presso i cantieri Ansaldo con consegna prevista per il dicembre 1943. Fu catturata dai tedeschi e rinominata UJ 2222. Entrò in servizio nella Kriegsmarine il 20 febbraio 1944 svolgendo numerose missioni di scorta a piccoli convogli costieri e pattugliamento antisommergibile. L’11 aprile 1944 mentre insieme agli UJ 2221 (ex ital. Vespa), UJ 2207 (ex franc. Cap Nord) e UJ 2210 (ex franc. Marcella) e al dragamine M 6022 era di scorta al piroscafo Potenza (ex franc. Auvergne) da Nizza a Tolone, l'M 6022 venne silurato ed affondato dal sommergibile inglese Untiring. L'UJ 2222 recuperò i naufraghi. Nella notte tra il 23 e il 24 maggio 1944, nei pressi delle Formiche di Grosseto, venne silurato e gravemente danneggiato da siluri lanciati dalle motosiluranti americane PT 202, PT 213 e PT 218 ma nonostante i gravi danni, poté rientrare a Livorno. Nella stessa azione venne affondata la sezionaria UJ 2223 (ex ital. Marangone). I giorni 27-28 maggio venne trasferito a Genova in convoglio con l'UJ 2224 (ex ital. Strolaga) e i rimorchiatori Atlante e Italia per le necessarie riparazioni. Il 4 settembre 1944 mentre era in bacino, durante un bombardamento aereo su Genova, venne colpito capovolgendosi. Recuperato ma mai riparato, nella notte tra il 23 e il 24 aprile 1945 fu autoaffondato dai tedeschi presso il Molo Giano del porto di Genova. Recuperato nel settembre 1947 e demolito.

### Urania
Consegnata alla Regia Marina nell'agosto 1943, venne inviata a Pola per l’addestramento preliminare, agli ordini del tenente di vascello Vitaliano Rauber. Qui si trovava ancora alla promulgazione dell’armistizio. Il 9 settembre partì alla volta di Taranto scortando, insieme alla torpediniera Sagittario, la corazzata Giulio Cesare. Il 6 ottobre 1943 riprese il servizio di scorta a convogli nazionali ed alleati e trasporti di materiali. Alla fine delle ostilità (8 maggio 1945) si trovava a Napoli. Venne radiata il 1º luglio 1971 e demolita.

### Vespa, UJ 2221

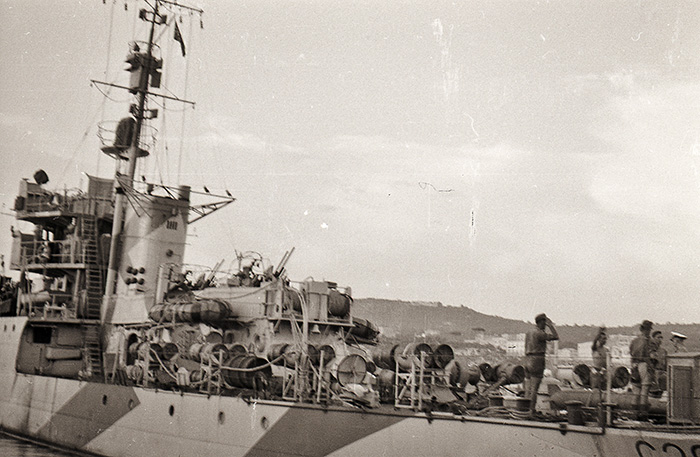
La corvetta Vespa appena catturata a Pozzuoli, 11 settembre 1943 (coll. Marco Ghiglino)

Alla proclamazione dell'armistizio dell'8 settembre 1943, agli ordini del tenente di vascello Vincenzo Fermo, completa di equipaggio e già allestita, si trovava al Cantiere Navalmeccanica - Stabilimenti Navali e Meccanici Napoletani S.p.A. di Castellammare di Stabia (NA), ormeggiata al molo dell'Acqua della Madonna.
Il 9 settembre dal Comando Marina di Napoli arriva solo la disposizione di far salpare la corvetta Vespa per Pozzuoli (NA) e poi per Portoferraio (LI), con uno scalo tecnico a Capo Miseno (NA) per l'imbarco delle munizioni.
L'11 settembre a Pozzuoli (NA) venne catturata da reparti tedeschi e nella notte del 19 settembre fu condotta a rimorchio a Livorno (LI).
Assegnata alla 22ª Ubootejägerflottille (Flottiglia cacciasommergibili) col nome di UJ 2221 il 29 settembre 1943, il 6 ottobre venne trasferita a Genova (GE), entrando pienamente in attività a novembre 1943.
Svolse intensa attività di scorta convogli costieri e rastrelli antisom.
Il 2 dicembre di scorta ai piroscafi Colleville e Ethylene entrò in collisione con l'UJ 2210 (ex franc. Marcella) riportando danni lievi.
Il 6 dicembre, insieme all'UJ 2210 e all'SG 15 (ex franc. Rageot de la Touche) prestò assistenza alla nave trasporto Virgilio (ex nave ospedale italiana) silurata dal sommergibile inglese Uproar davanti a Sait Raphael.
Il Virgilio venne salvato, ma non rientrò più in servizio.
Il 20 febbraio 1944 partecipò all'operazione contro l'isola di Capraia.
Il 27 febbraio insieme all'SG 15 diede la caccia al sommergibile inglese Universal che aveva silurato e gravemente danneggiato il piroscafo cisterna Cesteriano davanti a Saint Tropez.
L'11 aprile mentre insieme agli UJ 2222 (ex ital. Tuffetto), UJ 2207 (ex franc. Cap Nord) e UJ 2210 (ex franc. Marcella) e al dragamine M 6022 era di scorta al piroscafo Potenza (ex franc. Auvergne) da Nizza a Tolone, l'M 6022 venne silurato ed affondato dal sommergibile inglese Untiring.
L'UJ 2221 e UJ 2222 recuperarono i naufraghi.
Nella notte sul 24 giugno mentre insieme all'UJ 2229 (ex SG 15, ex franc. Rageot de la Touche) stava scortando il piroscafo Marconi da Genova a La Spezia, vennero avvistate ed attaccate le motosiluranti inglesi MTB 419, 420, 423 e americana PT 304.
La MTB 420 venne gravemente danneggiata ma riuscì a ritirarsi.
Durante il pesante bombardamento aereo che subì Genova il 4 settembre 1944, l'UJ 2221 subì gravi danni e vie d’acqua che poterono essere riparati in circa due mesi di lavori.
All'inizio del 1945 rimase praticamente immobile a causa della penuria di carburante.
Venne infine autoaffondata a Genova il 24 aprile 1945.

### Zagaglia, UJ 201
Catturata dai tedeschi sullo scalo dei cantieri Breda e rinominata UJ 211, fu sabotata sullo scalo i primi di maggio del 1945. Venne demolita nel dopoguerra.

## La classe Gabbiano nella Marina Militare
Nel dopoguerra, le unità superstiti, entrate a far parte della Marina Militare furono sottoposte ad importanti lavori di modifica particolarmente nell'armamento e vennero sbarcati i motori elettrici. Abbandonata la pitturazione mimetica le unità superstiti fino al 1951 circa utilizzarono la pitturazione della cobelligeranza, che prevedeva colorazione grigio scuro per lo scafo e grigio chiaro per le sovrastrutture; in questo periodo il distintivo ottico d'identificazione fu cambiato, ritornando al sistema tradizionale delle due lettere, per poi passare alla colorazione grigio chiaro e a partire da febbraio del 1953 assumere il nuovo sistema d'identificazione ottica NATO che prevedeva per tutte le unità inquadrate come “navi scorta di 2ª classe” (fregate, torpediniere e corvette), la lettera "F", seguita da un numero a tre cifre iniziante con "5" per le unità italiane.

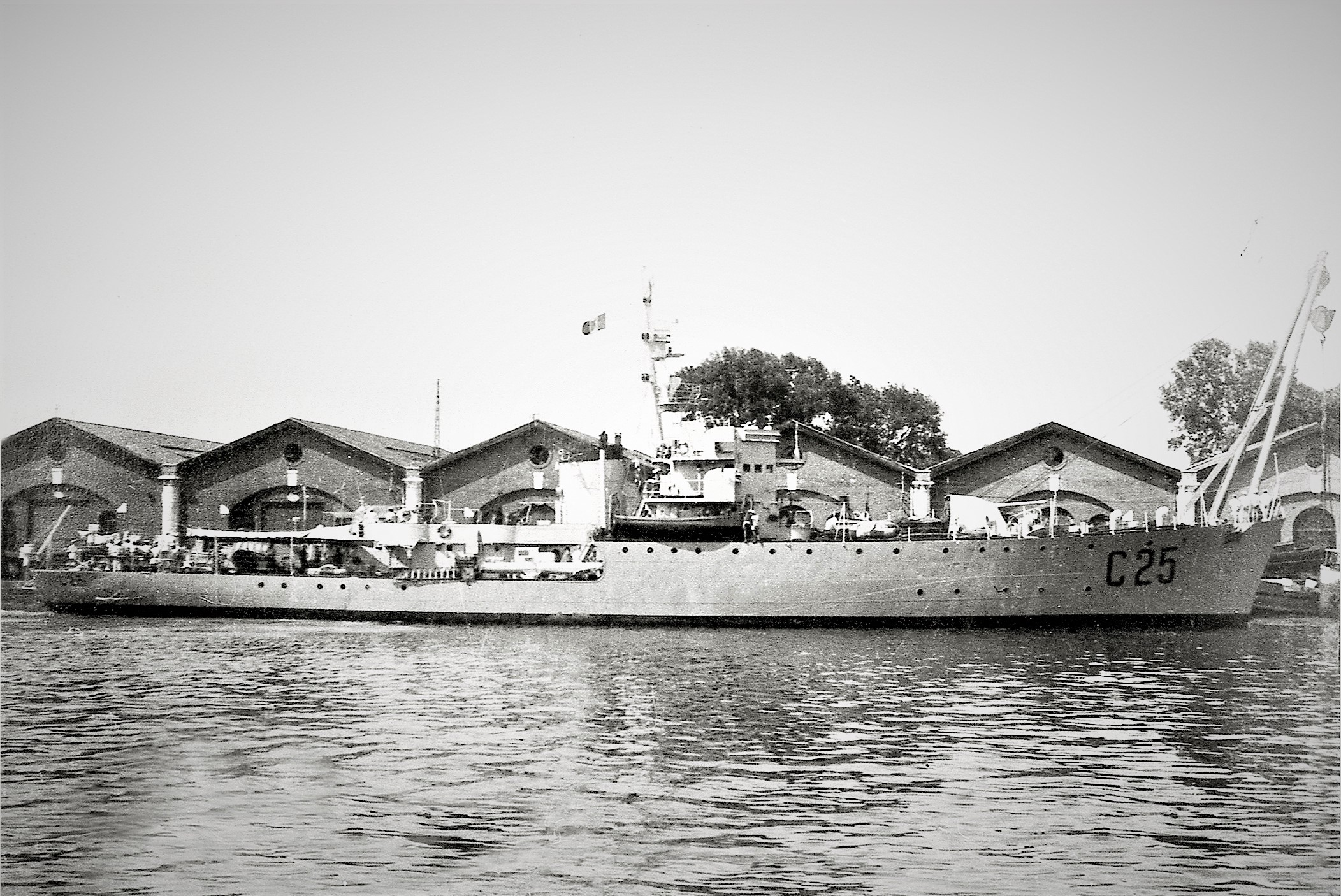
L'Ape nel 1948

Delle unità rimaste in servizio 16 parteciparono a fine guerra alle complesse operazioni di sminamento dei mari, dopo aver sbarcato tutto l'armamento antisommergibile ed imbarcato l'attrezzatura per il dragaggio meccanico. Nel 1947 l'armamento antisom concentrato nella zona poppiera venne sostituito con apparecchiature per il dragaggio, e vennero installate apparecchiature elettroniche relativamente moderne. Nel corso di questo primo ciclo di lavori le unità vennero sottoposte al rifacimento della plancia di comando, le mitragliere binate Breda 20/65 Mod. 1935 sostituite con un complesso binato da 40/56, venne estesa la scudatura del cannone da 100/47 per migliorare la protezione del personale (modifica già studiata nel 1943 ma implementata solo in poche unità prima dell'armistizio). Per quello che riguarda l'elettronica, Ape, Bombarda, Chimera, Crisalide, Driade, Farfalla, Gabbiano, Gru, Ibis, Minerva, Pellicano, Scimitarra e Urania furono dotate di radar a cassetta SO 13, installato sulla testata dell'albero ad eccezione di Ape e Chimera, dove il radar venne sistemato sul tripode; Cormorano, Danaide e Sfinge adottarono il radar di scoperta aerea ASP/SN-6 Westinghouse, installato sul tripode, mentre Baionetta, Fenice, Flora, Folaga, Pomona e Sibilla furono dotate di radar di navigazione SMA tipo NSM 8, sistemato sul tripode, ad eccezione di Folaga e Pomona che lo imbarcarono su una mensola a metà albero.
Ulteriori lavori di ammodernamento vennero fatti successivamente tra il 1952 ed il 1954 e nel corso di questi lavori vennero recuperate e completate anche altre tre corvette della classe: Bombarda, Crisalide e Farfalla, per formare un gruppo omogeneo di ben 22 corvette, che costituirono l'ossatura del naviglio minore della ricostruita Marina Militare Italiana. Dopo questo secondo ciclo di lavori tutte le unità sbarcarono il cannone da 100/47, ad eccezione della corvetta Folaga che lo mantenne per diverso tempo, e vennero divise in due gruppi, di scorta antiaerea ai convogli e di scorta antisommergibile dei convogli.
Le corvette Gabbiano e Bombarda vennero armate per la componente contraerea da due cannoni da 40/56mm e due mitragliere da Scotti-Isotta-Fraschini 20/70 e per la componente antisommergibile da un porcospino quattro lanciabombe e due scaricabombe.

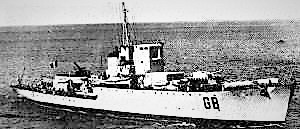
Nave Gabbiano nel 1952 Capo Flottiglia Scuola Comando

Le corvette Ape, Chimera, Cormorano, Danaide, Fenice, Flora, Folaga, Pellicano, Pomona, Sibilla e Sfinge vennero armate per la componente contraerea da quattro cannoni da 40/56 mm e per la componente antisommergibile da un porcospino quattro lanciabombe e due scaricabombe.

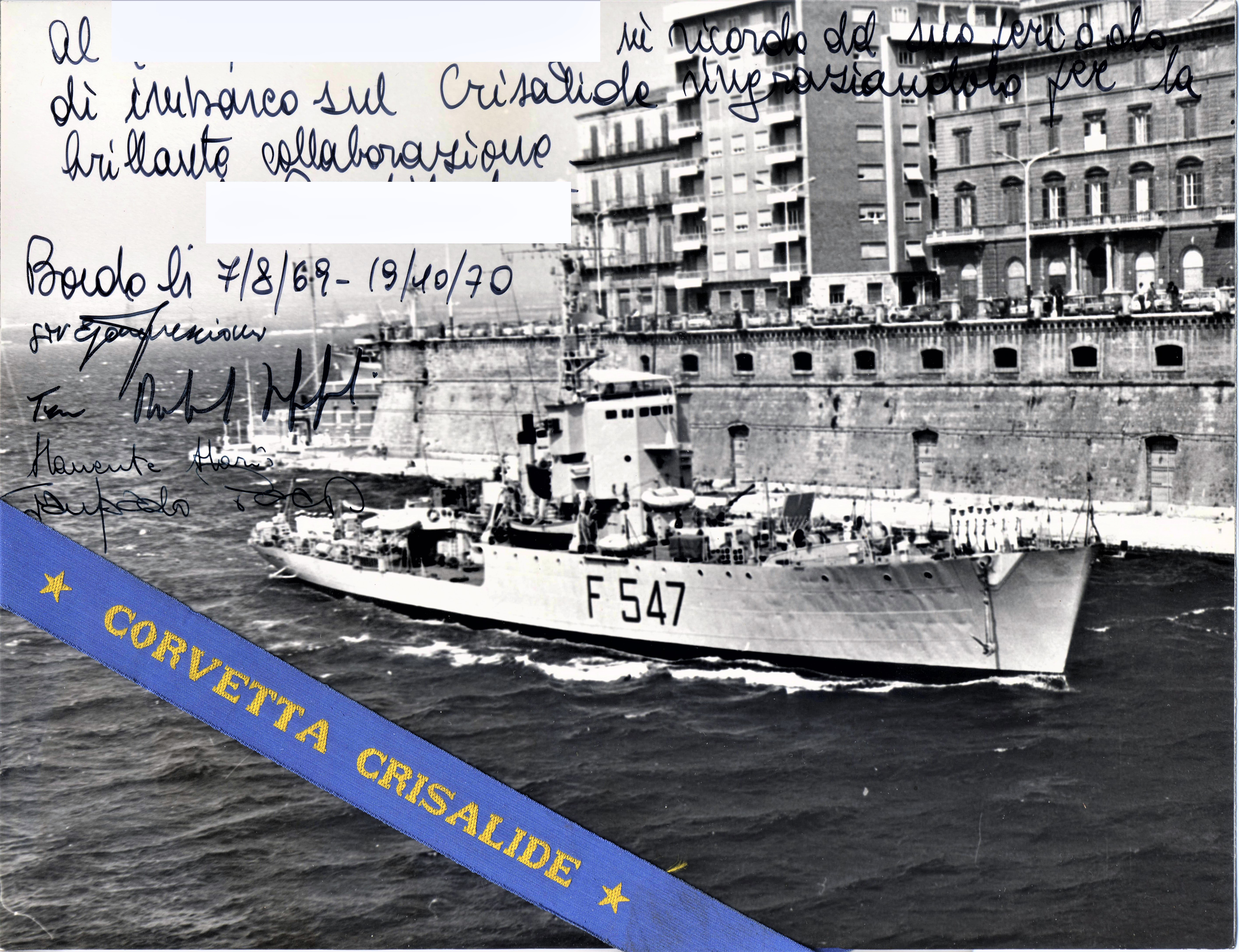
La corvetta Crisalide

Le corvette Baionetta, Crisalide, Driade, Farfalla, Gru, Ibis, Minerva, Scimitarra e Urania vennero armate per la componente contraerea da tre cannoni da 40/56mm e per la componente antisommergibile da un porcospino quattro lanciabombe e due scaricabombe.
Le corvette della classe Gabbiano vennero utilizzate per l'attività addestrativa di squadra, per compiti di pattugliamento, di vigilanza pesca e per l'addestramento al comando dei TT. VV alla scuola di Augusta. Nella loro attività vennero affiancate dalla corvetta Alabarda un ex dragamine britannico e da tre corvette della classe Antilope, tre ex dragamine di provenienza tedesca che impegnate in vari compiti prima di venire utilizzati come corvette, riprendevano i nomi di tre unità della classe Gabbiano: Antilope, Daino e Gazzella. Successivamente le unità della classe Gabbiano vennero affiancate dalle unità della classe Alcione le prime unità di scorta costruite in Italia nel dopoguerra. Parte delle unità venne posta in disarmo nella seconda metà degli anni sessanta mentre le altre uscirono di scena negli anni settanta con l'entrata in servizio delle corvette della classe De Cristofaro.

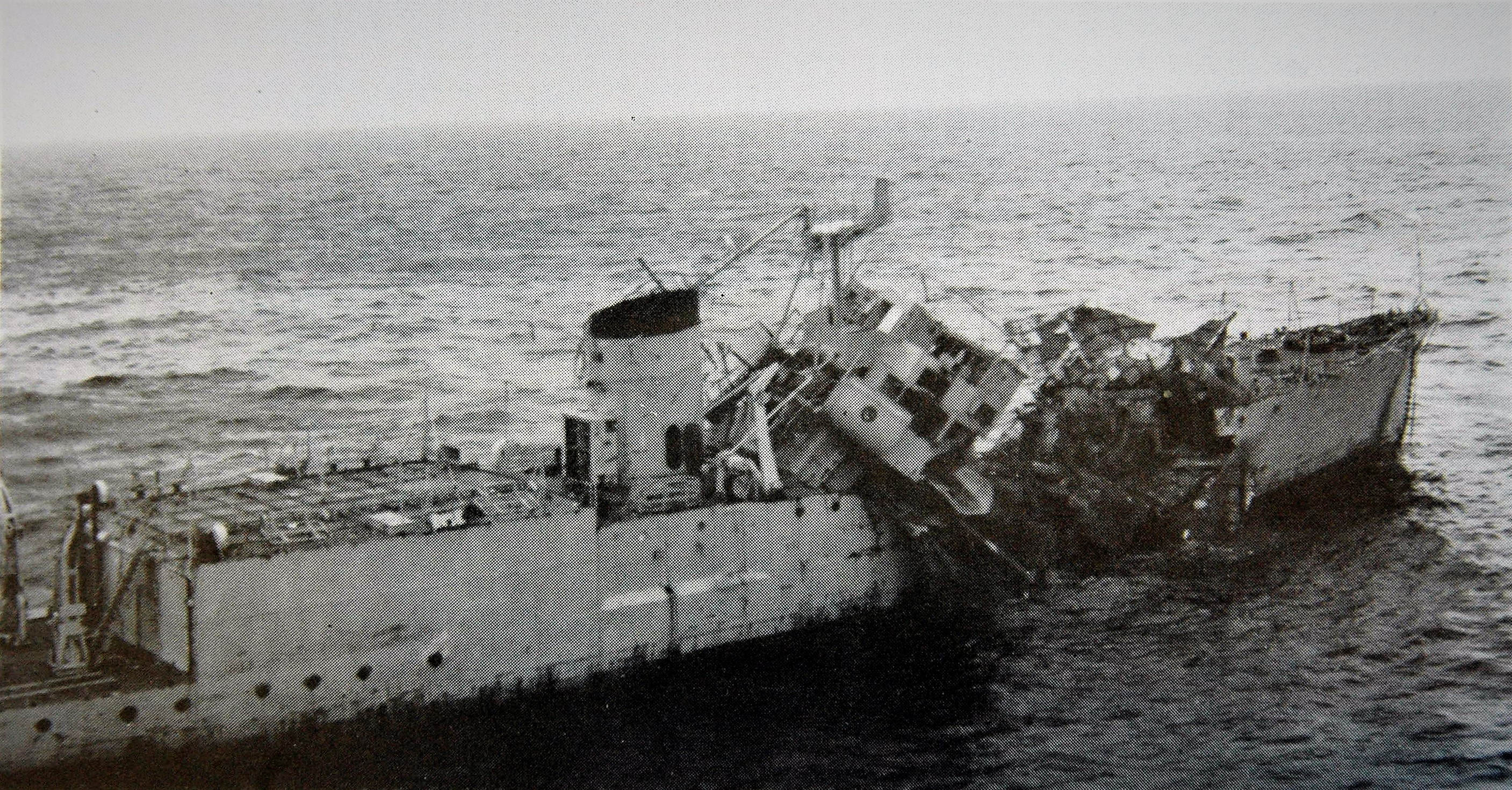
L'affondamento dell'Ape

Nave Ape venne sottoposta ad estesi lavori di trasformazione, che durarono dal 1963 al 1964 mutandone completamente l'aspetto dell'unità per potere svolgere il compito di nave appoggio per gli incursori del COMSUBIN. Nel corso di questi lavori venne realizzata una tuga a prora e il castello di prora venne prolungato; tutta l'area di poppa venne sgombrata dall'armamento antisommergibile per essere utilizzata per la messa in mare dei mezzi speciali degl'incursori e l'unità venne armata solamente con due mitragliere singole da 20/70 sistemate ai lati della tuga. Essendo la nave non più classificata come unità di scorta, ma come nave ausiliaria le venne assegnata l'identificazione ottica A 5328, adottata precedentemente dalla Montegrappa e dall'Etna. La nave svolse tali compiti dal 1965 al 1979, anno in cui venne posta in disarmo. Fra le unità della sua classe la corvetta Ape ha avuto la più lunga vita operativa. Dopo la radiazione avvenuta nel 1981, venne affondata nel febbraio 1986, nel corso di una esercitazione, da un missile "Teseo" lanciato della fregata Euro.
Tutte le unità della classe Minerva portarono nomi di unità che avevano fatto parte della classe Gabbiano.

## Sigla identificativa e pennant
Le corvette citate erano tutte contrassegnate all'epoca della loro entrata in servizio da un numero preceduto dalla C maiuscola. Il Gabbiano, ad esempio, era contrassegnato C11, Ape C25 e così via. Successivamente dopo la seconda guerra mondiale erano contraddistinte da una sigla identificativa di due lettere. Ad esempio la sigla GB contraddistingueva il Gabbiano. Con l'ingresso dell'Italia nella NATO la Marina Militare ha introdotto l'uso della matricola e corvette e fregate sono state contraddistinte dalla sigla F seguita da un numero.